# كأس العالم 2010
كأس العالم لكرة القدم 2010 هي النسخة التاسعة عشرة من كأس العالم لكرة القدم، وهي أول بطولة تقام في القارة الإفريقية، وتحديدًا في جنوب إفريقيا؛ أقيمت البطولة من 11 يونيو إلى 11 يوليو 2010، بعدما وقع الاختيار عليها بعد منافسة مع مصر والمغرب كي يصبح أحدهم أول بلد إفريقي يُضيِّف النهائيات. فكان اختيار قارة إفريقيا لتكون مضيفة كأس العالم 2010، جزءًا من سياسة المداورة قصيرة الأجل، والتي ألغيت في عام 2007، وهي بمداورة ضيافة الحدث بين القارات. خمس دول إفريقية وضعت على قائمة الراغبين بضيافة كأس العالم 2010: مصر، المغرب، جنوب إفريقيا وقد قُدِّم عرض مشترك من ليبيا وتونس. عقب قرار الاتحاد الدولي لكرة القدم بعدم السماح بضيافة مشتركة للمسابقة، قررت تونس الانسحاب من عملية الاستضافة. وقررت اللجنة عدم النظر في طلب ليبيا حيث إنه لم يعد يفي بجميع الشروط المنصوص عليها في لائحة المتطلبات الرسمية.
لُعبت المباريات على عشرة ملاعب في تسع مدن مضيفة في جميع أنحاء البلاد، حيث عقدت المباراة النهائية على ملعب سوكر سيتي في جوهانسبرغ، وهي أكبر مدن جنوب إفريقيا. وقد اختير اثنان وثلاثون منتخبًا للمشاركة عن طريق تصفيات مؤهلة عبر العالم التي بدأت في أغسطس 2007.
جرت بعض الخلافات خلال تصفيات البطولة، في المواجهة الثانية من الملحق بين فرنسا وجمهورية إيرلندا أثير جدل واسع بعد أن قام قائد المنتخب الفرنسي تييري هنري بلمس الكرة بيده في الوقت المتأخر من المباراة، مما مكن فرنسا من التأهل على حساب إيرلندا. وطالبت إيرلندا بإعادة المباراة، لكن الطلب قوبل بالرفض من قبل الاتحاد الدولي لكرة القدم. ونتيجة لذلك، أعلن الاتحاد الدولي لكرة القدم مراجعة استخدام تكنولوجيا أو حكام إضافيين على أعلى مستوى في جنوب إفريقيا. وكانت بطولة كأس العالم 2010, هي كأس العالم الأولى التي لم يظهر بها فريق لأول مرة في تاريخه (حيث لم تشارك سلوفاكيا سابقا تحت اسمها الحالي، فاعتبرها الفيفا كاستمرارية لمنتخب تشيكوسلوفاكيا الذي لعب لآخر مرة في بطولة كأس العالم 1990).
لُعبت المباراة النهائية على ستاد البنك الوطني الأول، بقيادة الحكم الإنجليزي هاوارد ويب، وجمع النهائي بين هولندا وإسبانيا، وهذه المرة الأولى في التاريخ التي تصل بها إسبانيا للمباراة النهائية لكأس العالم، كما أن هولندا لم تبلغ المباراة النهائية منذ 32 سنة وتحديدًا منذ أن لعبت في نهائي كأس العالم لكرة القدم 1978.وكان نهائيًا أوروبيًا خالصًا للمرة الثانية على التوالي بعد نهائي كأس العالم لكرة القدم 2006 بين إيطاليا وفرنسا.
حُظي النهائي بأكبر عدد من البطاقات في نهائيات كأس عالم، وكان عدد البطاقات المكتسبة أكثر من ضعف الرقم القياسي السابق، وهو 6 بطاقات في نهائي كأس العالم 1986 بين الأرجنتين وألمانيا. عدد البطاقات المكتسبة في المباراة 14 بطاقة صفراء منها 9 لمنتخب هولندا، و 5 من نصيب منتخب إسبانيا ، وقد طُرد جون هيتينغا بعد تلقيه بطاقتين صفراوين. وكانت البطاقة الصفراء الموجهة لنايجل دي يونغ بعد ركله تشابي ألونسو في صدره في الشوط الأول، قد أثارت غضب الكثير، منهم روب هيوز والذي اعتقد بأنه كان يجب إعطاءه بطاقة حمراء. تغلبت إسبانيا، بطلة أوروبا على هولندا 1–0 بعد الوقت الإضافي، بهدف سجله اللاعب أندريس إنيستا في الدقيقة 116. وبذلك تمكنت إسبانيا من تحقيق لقبها العالمي الأول، وقد كانت هذه المرة الأولى التي تفوز دولة أوروبية بالمسابقة خارج القارة العجوز.

## اختيار المضيف

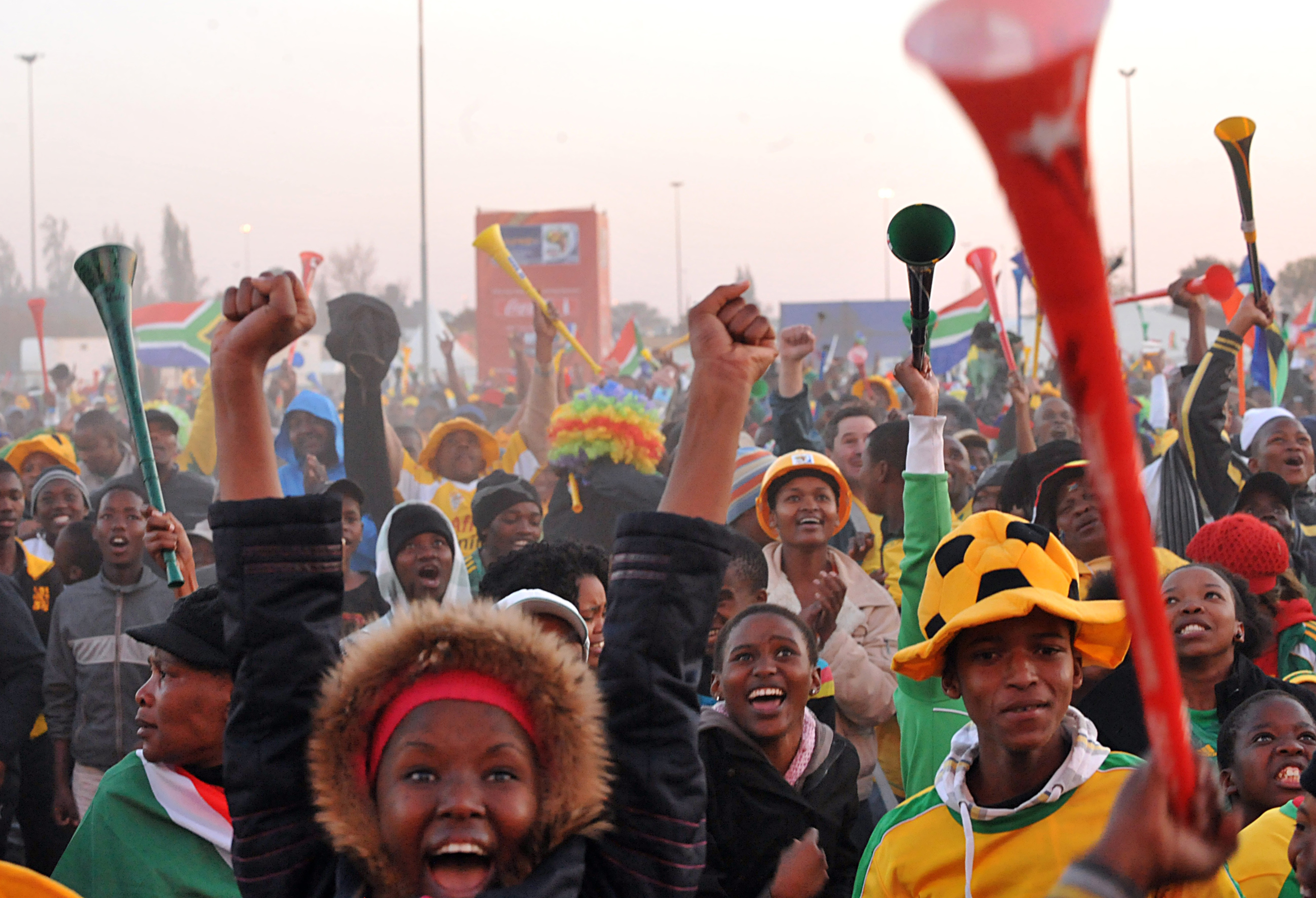
أشخاص يشاهدون كأس العالم 2010 في جنوب إفريقيا

اختيرت إفريقيا لتكون مضيفة كأس العالم 2010 كجزء من سياسة قصيرة الأجل، ألغيت في عام 2007، وهي بمداورة ضيافة الحدث بين القارات. خمس دول إفريقية وضعت على قائمة الراغبين بضيافة كأس العالم 2010: مصر، المغرب، جنوب إفريقيا وقد قدم عرض مشترك من ليبيا وتونس. عقب قرار الاتحاد الدولي لكرة القدم بعدم السماح باستضافة مشتركة للمسابقة، قررت تونس الانسحاب من العملية. وقررت اللجنة عدم النظر في طلب ليبيا حيث إنه لم يعد يفي بجميع الشروط المنصوص عليها في لائحة المتطلبات الرسمية.
أعلن العرض الفائز من قبل جوزيف بلاتر رئيس الاتحاد الدولي لكرة القدم في مؤتمر صحفي عقد يوم 15 مايو 2004 في زوريخ؛ في الجولة الأولى من التصويت حققت جنوب إفريقيا 14 صوتا، فيما حققت المغرب 10 أصوات ولم تحصل مصر على صوت. جنوب إفريقيا التي كانت قد أخفقت في الفوز بحق استضافة الحدث في 2006، منحت بالتالي حق ضيافة هذه المسابقة.
خلال عامي 2006 و 2007، انتشرت شائعات في مصادر الأخبار المختلفة بأنه يمكن أن ينقل كأس العالم 2010 إلى بلد آخر. فرانز بيكنباور، هورست شميت ويقال إن بعض التنفيذيين في الاتحاد الدولي لكرة القدم، أعربوا عن قلقهم إزاء التخطيط والتنظيم ووتيرة استعدادات جنوب إفريقيا. وأعرب مسؤولون بالاتحاد الدولي لكرة القدم مرارًا عن ثقتهم في جنوب إفريقيا باعتبارها البلد المضيف، مشيرا إلى أن هناك وجود لخطة طوارئ فقط لتغطية الكوارث الطبيعية، كما كان لها مكان في السابق في كأس العالم لكرة القدم.

## التصفيات
أقيمت قرعة تصفيات بطولة كأس العالم لكرة القدم 2010 في 25 نوفمبر 2007 بمدينة ديربان في البلد المضيف جنوب إفريقيا. حيث شهدت التصفيات مشاركة 204 منتخب قاري من أصل 208 للتنافس على المقاعد الـ31 المتبقية، والتي ستُحدَّد من خلال عملية التصفيات، بعدما خُصِّص مقعد واحد لمنتخب جنوب إفريقيا بصفته منتخب البلد المضيف، بينما اضطرت إيطاليا للمشاركة في التصفيات.

### خلافات
جرت بعض الخلافات خلال تصفيات بطولة كأس العالم لكرة القدم 2010، كان أولها في المباراة الثانية بين فرنسا وإيرلندا في ملحق كأس العالم 2010 من تصفيات الملحق الأوروبي، حيث وقعت أحداث أثارت جدلًا واسعا، بعد أن قام قائد المنتخب الفرنسي تييري هنري بتسجيل هدف بيده في وقت متأخر من المباراة، مما مكن فرنسا من التأهل على حساب أيرلندا. وطالبت إيرلندا بإعادة المباراة، لكنّ الاتحاد الدولي لكرة القدم قابل الطلب بالرفض. وبعدها طلبت إيرلندا المشاركة في بطولة كأس العالم كمنتخب رقم ثلاثة وثلاثين، لكن الطلب قوبل مرة أخرى بالرفض. نتيجة لذلك، أعلن الاتحاد الدولي لكرة القدم مراجعة استخدام تكنولوجيا أو حكام إضافيين على أعلى مستوى في جنوب إفريقيا. واحتجت كوستاريكا على هدف فوز الأوروغواي في تصفيات الملحق القاري، في حين شهدت مباراة مصر والجزائر أحداث شغب من الجانبين. وفيما يتعلق بموضوع اللعب النظيف، قال رئيس الاتحاد الدولي لكرة القدم السويسري سيب بلاتر:
إنني أناشد جميع اللاعبين والمدربين الالتزام بقواعد اللعب النظيف. نحن نريد أن نثبت بأن كرة القدم في عام 2010 هي أكثر من مجرد ركل الكرة، حيث إن لها  قيمة اجتماعية وثقافية ... لذلك نحن نطلب من لاعبين 'بالالتزام باللعب النظيف' لكي وأن يكونوا مثالا لبقية العالم.

### نظام التصفيات
- أوروبا (الاتحاد الأوروبي) - 13 مقعدًا: تقسم المنتخبات المشاركة إلى 9 مجموعات، أبطالها يتأهلون مباشرة إلى كأس العالم. بينما تخوض أفضل ثمانية منتخبات من أصحاب المركز الثاني الدور الثاني. الفرق الثمانية ستوزع على 4 مواجهات ذهاب وإياب، المنتخبات الأربعة الفائزة ستتأهل إلى كأس العالم.
- آسيا (الاتحاد الآسيوي) - 4 مقاعد ونصف: بحيث يتأهل بطل المجموعة ووصيفها مباشرة إلى كأس العالم، بينما يلعب ثالث المجموعة مع ثالث المجموعة الأخرى في مباراتين، الفائز منها يواجه خامس الترتيب في قارة أمريكا الجنوبية.
- أمريكا الجنوبية (اتحاد أمريكا الجنوبية) - 4 مقاعد مضمونة ونصف: تلعب المنتخبات العشرة في مجموعة واحدة بحيث تتأهل المنتخبات الأربعة الأوائل مباشرة إلى كأس العالم، بينما ينافس المركز الخامس على التأهل عندما يواجه المتأهل من الملحق الآسيوي.
- إفريقيا (الاتحاد الإفريقي) - 5 مقاعد: تقسم الفرق على 5 مجموعات، بحيث يتأهل بطل ووصيف المجموعة للدور المقبل. المنتخبات العشرة المتأهلة سوف توضع في 5 مواجهات ذهاب-و-إياب الفائز من كل مواجهة سيتأهل مباشرة لكأس العالم.
- أمريكا الشمالية والوسطى والكاريبي (اتحاد أمريكا الشمالية): 3 مقاعد ونصف: تقسم المنتخبات إلى 3 مجموعات يتأهل بطل المجموعة ووصيفها إلى الدور المقبل. بحيث تشارك جميعها في مجموعة واحدة، يتأهل أصحاب المراكز الثلاثة الأولى مباشرة لكأس العالم بينما يلعب صاحب المركز الرابع مباراة الملحق مع المتأهل من تصفيات قارة أوقيانوسيا.
- أوقيانوسيا (اتحاد أوقيانوسيا) - نصف مقعد: حيث يلعب بطل تصفيات قارة أوقيانوسيا مع رابع الترتيب في تصفيات قارة أمريكا الشمالية والوسطى والكاريبي.

### قائمة المنتخبات المتأهلة
فيما يلي المنتخبات المتأهلة لكأس العالم، مرتبة على حسب ترتيبها في تصنيف الفيفا العالمي للمنتخبات.

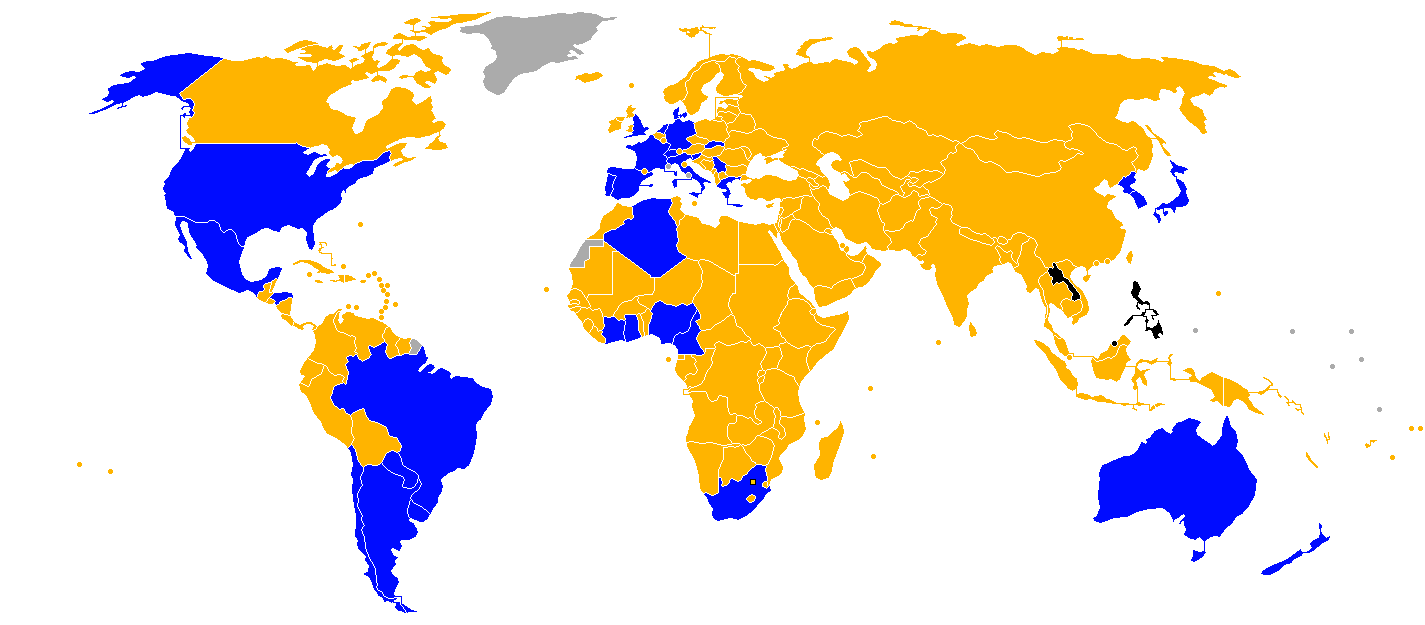
بلدان تأهلت لكأس العالم
بلدان أخفقت في التأهل
بلدان لم تشارك في كأس العالم
بلدان ليست عضوة في الفيفا

| آسيا (4) - أستراليا (20) - اليابان (45) - كوريا الشمالية (105) - كوريا الجنوبية (47) إفريقيا (6) - الجزائر (30) - الكاميرون (19) - ساحل العاج (27) - غانا (32) - نيجيريا (21) - جنوب إفريقيا (83) (مضيف) | الكونكاكاف (3) - هندوراس (38) - المكسيك (17) - الولايات المتحدة (14) الكونميبول (5) - الأرجنتين (7) - البرازيل (1) - تشيلي (18) - باراغواي (31) - الأوروغواي (16) أوقيانوسيا (1) - نيوزيلندا (78) | أوروبا (13) - الدنمارك (36) - إنجلترا (8) - فرنسا (9) - ألمانيا (6) - اليونان (13) - إيطاليا (5) - هولندا (4) - البرتغال (3) - صربيا (15) - سلوفاكيا (34) - سلوفينيا (25) - إسبانيا (2) - سويسرا (24) |  |

## الجوائز المالية
| المركز        | الجائزة المالية                | الجائزة المالية        |
| المركز        | الجائزة (مليون $ دولار أمريكي) | الجائزة (مليون € يورو) |
| ------------- | ------------------------------ | ---------------------- |
| البطل         | 30                             | 25                     |
| الوصيف        | 24                             | 22                     |
| المركز الثالث | 20                             | 17                     |
| المركز الرابع | 18                             | 15                     |
| دور الثمانية  | 14                             | 12                     |
| دور الستة عشر | 9                              | 7.5                    |
| الدور الأول   | 8                              | 5                      |

أعلن الاتحاد الدولي لكرة القدم عن قيمة الجوائز المالية المقدمة في كأس العالم لكرة القدم 2010، والتي تبلغ حوالي 420 مليون دولار أمريكي (308 مليون يورو)، بما في ذلك 40 مليون دولار أمريكي (30 مليون يورو) للأندية المحلية، أي بزيادة مقدارها 60٪ بطولة كأس العالم لكرة القدم 2006. بصفة عامة، حصلت كل المنتخبات المشاركة على مبلغ وقدره 32 مليون دولار أمريكي (26 مليون يورو) لتغطية تكاليف الإعداد.
- 8 ملايين دولار أمريكي: لكل منتخب خرج بعد دور المجموعات (16 فريقا) (أي 8.65 مليون دولار أمريكي في 2015)
- 9 ملايين دولار أمريكي: لكل منتخب خرج بعد دور الستة عشر (8 فرق) (أي 9.73 مليون دولار أمريكي في 2015)
- 14 مليون دولار أمريكي: لكل منتخب خرج بعد ربع النهائي (4 فرق) (أي 15.14 مليون دولار أمريكي في 2015)
- 18 مليون دولار أمريكي: صاحب المركز الرابع (أي 19.47 مليون دولار أمريكي في 2015)
- 20 مليون دولار أمريكي: صاحب المركز الثالث (أي 21.63 مليون دولار أمريكي في 2015)
- 24 مليون دولار أمريكي: الوصيف (أي 25.96 مليون دولار أمريكي في 2015)
- 30 مليون دولار أمريكي: الفائز (أي 32.44 مليون دولار أمريكي في 2015)

في عام 2008 توصل الاتحاد الدولي لكرة القدم لاتفاق مع أندية جي-14 للأندية الأوروبية، يقضي بدفع الاتحاد الدولي لكرة القدم 40 دولار أمريكي (35 مليون يورو) للأندية المحلية التي يشارك لاعبوها في منافسات كأس العالم لكرة القدم، في المقابل تُحل مجموعة جي-14، وتُسقط مطالباتهم بتعويضات مالية تعود تاريخها إلى عام 2005، جراء إصابات اللاعبين أثناء مشاركتهم في المباريات الدولية مع منتخباتهم. مثل إصابة مايكل أوين لاعب نادي نيوكاسل يونايتد الإنجليزي في كأس العالم 2006.

## المنشئات

### الملاعب
في عام 2005، أصدر المنظمون قائمة مؤقتة تتكون من ثلاثة عشر مدينة مرشحة (في كل مدينة ملعب على الأقل) لاحتضان فعاليات كأس العالم وهي: بلومفونتين، كيب تاون، ديربان، جوهانسبرغ (ملعبين)، كيبمبرلي، كليركسدورب، نيلسبرويت، أوروكني، بولوكوان، بورت إليزابيث، بريتوريا، وروستنبورغ. خُفِّض عدد الملاعب إلى عشرة، أعلن الاتحاد الدولي لكرة القدم عنها رسميًا في 17 مارس 2006.
كانت هناك مخاوف من تأثير ارتفاع الملاعب عن سطح البحر على حركة الكرة، وعلى إنتاجية اللاعبين. حيث إن 6 ملاعب من أصل 10 اختيرت لضيافة الحدث ترتفع عن سطح البحر بـ 1200 متر، وتعد ملاعب مدينة جوهانسبرغ هي الأعلى بارتفاع يصل إلى 1750 متر. أما ترتيب الملاعب الباقية من حيث الارتفاع هي: ملعب سوكر سيتي وملعب إليس بارك، 1753م؛ ملعب رويال بافوكينغ، 1500م؛ ملعب فري ستيت، 1400م؛ ملعب بيتر موكابا، 1310م؛ ملعب لوفتوس فيرسفيلد، 1214م؛ ملعب مبومبيلا، 1660م؛ ملعب كيب تاون، ملعب موزيس مابيدا وملعب نيلسون مانديلا بالقرب من سطح البحر.
| جوهانسبرغ                                              | كيب تاون | ديربان | جوهانسبرغ                                              |
| ------------------------------------------------------ | --- | --- | ------------------------------------------------------ |
| سوكر سيتي                                              | ملعب كيب تاون | ملعب موزيس مابيدا | ملعب إليس بارك                                         |
| 26°14′5.27″S 27°58′56.47″E / 26.2347972°S 27.9823528°E | 33°54′12.46″S 18°24′40.15″E / 33.9034611°S 18.4111528°E                                                                  | 29°49′46″S 31°01′49″E / 29.82944°S 31.03028°E                                                                            | 26°11′51.07″S 28°3′38.76″E / 26.1975194°S 28.0607667°E |
| السعة: 84,490                                          | السعة: 64,100 | السعة: 62,760 | السعة: 55,686                                          |
|                                                        | | |                                                        |
| بريتوريا                                               | جوهانسبرغ ديربان كيب تاون بريتوريا · بورت إليزابيث بلومفونتين بولوكوان روستنبورغ نيلسبرويتكأس العالم 2010 (جنوب أفريقيا) | جوهانسبرغ ديربان كيب تاون بريتوريا · بورت إليزابيث بلومفونتين بولوكوان روستنبورغ نيلسبرويتكأس العالم 2010 (جنوب أفريقيا) | بورت إليزابيث                                          |
| ملعب لوفتوس فيرسفيلد                                   | جوهانسبرغ ديربان كيب تاون بريتوريا · بورت إليزابيث بلومفونتين بولوكوان روستنبورغ نيلسبرويتكأس العالم 2010 (جنوب أفريقيا) | جوهانسبرغ ديربان كيب تاون بريتوريا · بورت إليزابيث بلومفونتين بولوكوان روستنبورغ نيلسبرويتكأس العالم 2010 (جنوب أفريقيا) | ملعب نيلسون مانديلا                                    |
| 25°45′12″S 28°13′22″E / 25.75333°S 28.22278°E          | جوهانسبرغ ديربان كيب تاون بريتوريا · بورت إليزابيث بلومفونتين بولوكوان روستنبورغ نيلسبرويتكأس العالم 2010 (جنوب أفريقيا) | جوهانسبرغ ديربان كيب تاون بريتوريا · بورت إليزابيث بلومفونتين بولوكوان روستنبورغ نيلسبرويتكأس العالم 2010 (جنوب أفريقيا) | 33°56′16″S 25°35′56″E / 33.93778°S 25.59889°E          |
| السعة: 42,858                                          | جوهانسبرغ ديربان كيب تاون بريتوريا · بورت إليزابيث بلومفونتين بولوكوان روستنبورغ نيلسبرويتكأس العالم 2010 (جنوب أفريقيا) | جوهانسبرغ ديربان كيب تاون بريتوريا · بورت إليزابيث بلومفونتين بولوكوان روستنبورغ نيلسبرويتكأس العالم 2010 (جنوب أفريقيا) | السعة: 42,486                                          |
|                                                        | جوهانسبرغ ديربان كيب تاون بريتوريا · بورت إليزابيث بلومفونتين بولوكوان روستنبورغ نيلسبرويتكأس العالم 2010 (جنوب أفريقيا) | جوهانسبرغ ديربان كيب تاون بريتوريا · بورت إليزابيث بلومفونتين بولوكوان روستنبورغ نيلسبرويتكأس العالم 2010 (جنوب أفريقيا) |                                                        |
| بولوكوان                                               | نيلسبرويت | بلومفونتين | روستنبورغ                                              |
| 23°55′29″S 29°28′08″E / 23.924689°S 29.468765°E        | 25°27′42″S 30°55′47″E / 25.46172°S 30.929689°E                                                                           | 29°07′02.25″S 26°12′31.85″E / 29.1172917°S 26.2088472°E                                                                  | 25°34′43″S 27°09′39″E / 25.5786°S 27.1607°E            |
| ملعب بيتر موكابا                                       | ملعب مبومبيلا | ملعب فري ستيت | ملعب رويال بافوكينغ                                    |
| السعة: 41,733                                          | السعة: 40,929 | السعة: 40,911 | السعة: 38,646                                          |
|                                                        | | |                                                        |

جميع الملاعب التالية طُوِرت لتلبية مواصفات الفيفا:
| - ملعب سيسل باين - ملعب دوبسونفيل - ملعب غيلفاندال - ملعب جاينت - ملعب هيزيكيل موثيب بيتج - ملعب الملك زويليثيني - ملعب أوليمبيا بارك - ملعب أورلاندو | - ملعب الأميرة ماغوغو - ملعب رابي ريدج - ملعب راند - ملعب رويمسيغ - ملعب سيسا رامابودو - ملعب سوغر راي إكسولو - ملعب أتريدجفيل الخارق |

### المعسكرات
في فبراير 2014، أعلن الفيفا عن أماكن تواجد المنتخبات المشاركة. حيث سيتواجد 15 منتخبًا في مقاطعة خاوتينغ، 7 منتخبات في مقاطعة كوازولو ناتال، و 4 منتخبات في مقاطعة كيب الغربية، و 3 منتخبات في مقاطعة الشمالية الغربية ومنتخب واحد في كل من كيب الشمالية وكيب الشرقية ومقاطعة مبومالانجا.
| خاوتينغ (15) - الأرجنتين - أستراليا - ألمانيا - هندوراس - إيطاليا - المكسيك - هولندا - نيوزيلندا - كوريا الشمالية - صربيا - سلوفاكيا - سلوفينيا - جنوب إفريقيا - سويسرا - الولايات المتحدة | كوازولو ناتال (7) - الجزائر - الكاميرون - اليونان - ساحل العاج - نيجيريا - باراغواي - البرتغال الشمالية الغربية (3) - إنجلترا - كوريا الجنوبية - إسبانيا | كيب الغربية (4) - البرازيل - الدنمارك - فرنسا - اليابان كيب الشمالية (1) - الأوروغواي كيب الشرقية (1) - غانا مبومالانجا (1) - تشيلي |

## القرعة النهائية
اعتمدت اللجنة المنظمة على نظام القرعة في 2 ديسمبر 2009. اعتمد التصنيف على تصنيف الاتحاد الدولي لكرة القدم لشهر أكتوبر 2009 وانضمت سبعة منتخبات إلى جانب جنوب إفريقيا في المستوى الأول في القرعة النهائية وهي الأرجنتين وإيطاليا وهولندا وإسبانيا وألمانيا وإنجلترا والبرازيل على رؤوس المجموعات الثمانية. ولم يوضع فريقان من نفس الاتحاد في نفس المجموعة، باستثناء المنتخبات الأوروبية، حيث يمكن وقوع منتخبين كحد أقصى في مجموعة واحدة.
كما هو الحال في بطولات كأس العالم السابقة، وزع الفيفا المنتخبات الباقية وعددها 24 منتخباً على الأوعية الثلاثة الأخرى طبقا لمعايير رياضية وإقليمية. وتنص قواعد القرعة على عدم وقوع أكثر من فريقين أوروبيين في مجموعة واحدة كما تنص على عدم وقوع أكثر من فريق واحد من كل اتحاد قاري آخر في مجموعة واحدة، لتجنيب منتخبات القارة الواحدة من المواجهة المبكرة في مجموعة واحدة. وبسبب عدم تساوي المنتخبات في الأوعية الأربعة.
من أجل توزيع عادل بين القارات سُحبت قرعة منتخبات الفئة الثالثة على شرط أن لا يقع منتخب ينتمي إلى قارة أمريكا الجنوبية مع الأرجنتين أو البرازيل وأن لا يقع منتخب ينتمي إلى قارة إفريقيا مع المضيف. لتحقيق هذا الأمر فإن أول منتخبين إفريقيين وضعا في مجموعتي البرازيل والأرجنتين بينما تُركت المجموعة الأولى التي تضم جنوب إفريقيا مؤقتا حتى يُختار منتخب من قارة أمريكا الجنوبية. نتيجة لذلك فقد أوقعت قرعة نيجيريا في المجموعة الثانية مع الأرجنتين وساحل العاج في المجموعة السابعة مع البرازيل على التوالي بينما وقعت الجزائر في المجموعة الثالثة في حين وقع المنتخب الأمريكي الجنوبي الأوروغواي في المجموعة الأولى مع المضيف جنوب إفريقيا.
| الفئة 1 (المضيف وأفضل 7 منتخبات)                                                     | الفئة 2 (آسيا، أمريكا الشمالية وأوقيانوسيا)                                                             | الفئة 3 (إفريقيا وأمريكا الجنوبية)                                                | الفئة 4 (أوروبا)                                                             |
| ------------------------------------------------------------------------------------ | --- | --------------------------------------------------------------------------------- | ---------------------------------------------------------------------------- |
| جنوب إفريقيا · البرازيل · إسبانيا · هولندا · إيطاليا · ألمانيا · الأرجنتين · إنجلترا | أستراليا · اليابان · كوريا الشمالية · كوريا الجنوبية · هندوراس · المكسيك · الولايات المتحدة · نيوزيلندا | الجزائر · الكاميرون · ساحل العاج · غانا · نيجيريا · تشيلي · باراغواي · الأوروغواي | الدنمارك · فرنسا · اليونان · البرتغال · صربيا · سلوفاكيا · سلوفينيا · سويسرا |

## الحكام
أعلن الفيفا قائمة مؤقتة ضمت 52 حكمًا مرشحًا، من ضمنهم حكمان مساعدان، من خلال برنامجها للمساعدة في التحكيم لإدارة المباريات 38, ثم اعلنت لجنة الحكام في الاتحاد الدولي لكرة القدم عن القائمة النهائية في 5 فبراير 2010، والتي شملت 30 حكما، منهم أربعة من آسيا، ثلاثة من إفريقيا، ستة من أمريكا الجنوبية، أربعة من أمريكا الشمالية، اثنان من أوقيانوسيا وعشرة من أوروبا.
قاد الحكم الأوزبكي رافشان إيرماتوف المباراة الافتتاحية بين منتخب جنوب إفريقيا ومنتخب المكسيك، بينما قاد الإنجليزي هاورد ويب المباراة النهائية بين منتخبي ألمانيا وإسبانيا، مما جعله أول حكم يقود كل من نهائي دوري أبطال أوروبا ونهائي كأس العالم لكرة القدم في نفس العام.

## قوائم الفرق

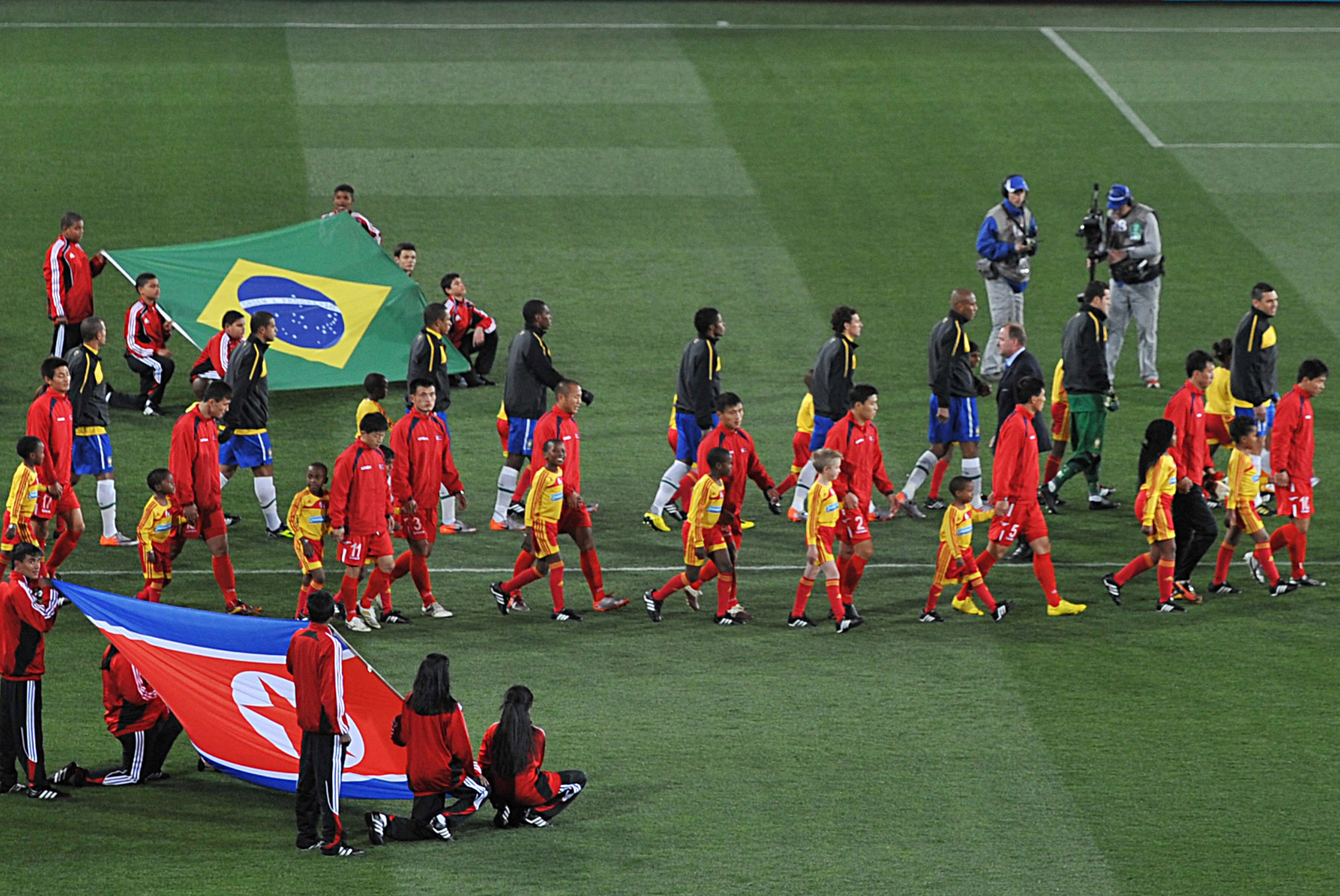
المنتخبين البرازيلي والكوري الشمالي قبل مباراتهم في دور المجموعات

كما هو الحال مع في بطولة كأس العالم 2006، فكل منتخب مشارك في البطولة يجب أن يتكون من 23 لاعبًا (بينهم ثلاثة حراس مرمى وجوبا). وعلى المنتخبات الوطنية المشاركة تأكيد القائمة النهائية المتكونة من 23 لاعبا قبل موعد لا يتجاوز 10 أيام من انطلاق البطولة، أي في 21 يونيو 2010 كحد أقصى. وفي حالة إصابة لاعب إصابة تبعده عن البطولة، فإن منتخبه لديه الحق بإبداله بلاعب آخر في أي وقت حتى 24 ساعة قبل المباراة الأولى للفريق.
يلعب أكثر من نصف اللاعبين المشاركين في البطولة والذين يبلغ عددهم 736 لاعبًا في أكبر خمس دوريات محلية أوروبية وأكثرها قوة؛ ففي الدوري الإنجليزي الممتاز هنالك 117 لاعب، والدوري الألماني هنالك 84 لاعباً، وفي الدوري الإيطالي الممتاز هنالك 80 لاعبًا، وفي الدوري الإسباني هنالك 59 لاعباً، وأخيرا في الدوري الفرنسي هنالك 46 لاعباً. تشكيلة منتخبات إيطاليا وألمانيا وإنجلترا تتكون من لاعبين يلعبون كلهم في دوريهم المحلي، بينما العكس تمامًا مع منتخب نيجيريا الذي يلعب كل لاعبوه خارج البلاد. ويعتبر نادي برشلونة الإسباني أكثر نادي شارك لاعبوه في منافسات كأس العالم بواقع 13 لاعبًا، منهم 7 في المنتخب الإسباني. في حين أن هنالك 7 أندية أخرى كان لها 10 لاعبين مشاركين أو أكثر.
من الطرائف أن نسخة كأس العالم لكرة القدم 2010 هي النسخة الأولى التي شهدت تواجد ثلاثة أشقاء جيري، جوني وويلسون بلاسيوس في تشكيلة منتخب واحد، وهو منتخب الهندوراس لكرة القدم.

## نظام البطولة
بطولة كأس العالم 2010 تضم 32 منتخبًا من قارات العالم الست. تتنافس هذه المنتخبات لمدة شهر كامل في أرض الدولة المضيفة لنيل شرف الفوز بلقب البطولة. المرحلة الأولى من المنافسات تبدأ بدور المجموعات. ويتكون دور المجموعات من 8 مجموعات، ويلعب كل أربعة منتخبات في مجموعة، يتأهل بطلها ووصيفه إلى الدور المقبل. وتُقسَّم المنتخبات المشاركة على أربع مستويات بالاعتماد على تصنيف الفيفا العالمي للمنتخبات وطبقا لمعايير رياضية وجغرافية. ومنذ عام 1998 أقرّت بعض القواعد في تقسيم المنتخبات، ومنها ما نص على عدم وقوع أكثر من فريقين أوروبيين في مجموعة واحدة كما تنص على عدم وقوع أكثر من فريق واحد من كل اتحاد قاري آخر في مجموعة واحدة، لتجنيب منتخبات القارة الواحدة من المواجهة المبكرة في مجموعة واحدة. وبسبب عدم تساوي المنتخبات في الأوعية الأربعة.
يخوض كل منتخب 3 مباريات في دور المجموعات ضد الفرق الأخرى في نفس المجموعة. وتُلعب الجولة الأخيرة في المجموعة بتوقيت واحد للحفاظ على العدل بين جميع الفرق الأربعة. أكثر فريقين حصدًا للنقاط يتأهلان للدور المقبل. ومنذ عام 1994 تستخدم النقاط لترتيب الفرق ضمن المجموعة، فتُمنح ثلاث نقاط للفوز، واحدة للتعادل ولا شيء للخسارة، بعدما كان في السابق يحصل الفائز على نقطتين فقط. وفي حالة تساوي النقاط تُطبَّق قوانين الفيفا التالية:
| ترتيب الفرق المشاركة في مرحلة المجموعات يكون على النحو التالي: 1. النقاط التي تُحُصِّل عليها. 2. فارق الأهداف المسجلة والمتلقاة لكل فريق. 3. أكثر الفرق تسجيلا للأهداف. | في حال استمرار التعادل بين فريقين أو أكثر، يكون الترتيب على النحو التالي: 1. النقاط التي حصل عليها الفريق في المباريات بين الفرق المعنية. 2. فارق الأهداف الناتجة عن مباريات المجموعة بين الفرق المعنية. 3. أكبر عدد من الأهداف المسجلة في جميع مباريات المجموعة بين الفرق المعنية. 4. سحب القرعة من قبل اللجنة المنظمة للفيفا. |

تضم مرحلة خروج المغلوب المنتخبات الستة عشر التي تأهلت من مرحلة المجموعات في البطولة. هناك أربعة أدوار من هذه المرحلة، مع كل دور يُقصى نصف عدد الفرق التي دخلت تلك المرحلة. الأدوار المتتالية هي دور الستة عشر، الدور ربع النهائي، ونصف النهائي، والمباراة النهائية. وكانت هناك أيضا مباراة فاصلة لتحديد أصاحب المركز الثالث والرابع. أي تعادل في كل مباراة من مرحلة خروج المغلوب بعد لعب 90 دقيقة يعقبها ثلاثون دقيقة من الوقت الإضافي؛ وإذا بقيت النتيجة متعادلة، يُحتَكم إلى ضربات ترجيحية لتحديد الفريق المتأهل إلى الدور المقبل.

## دور المجموعات
| البطل الوصيف | المركز الثالث المركز الرابع | ربع النهائي دور الستة عشر | دور المجموعات |

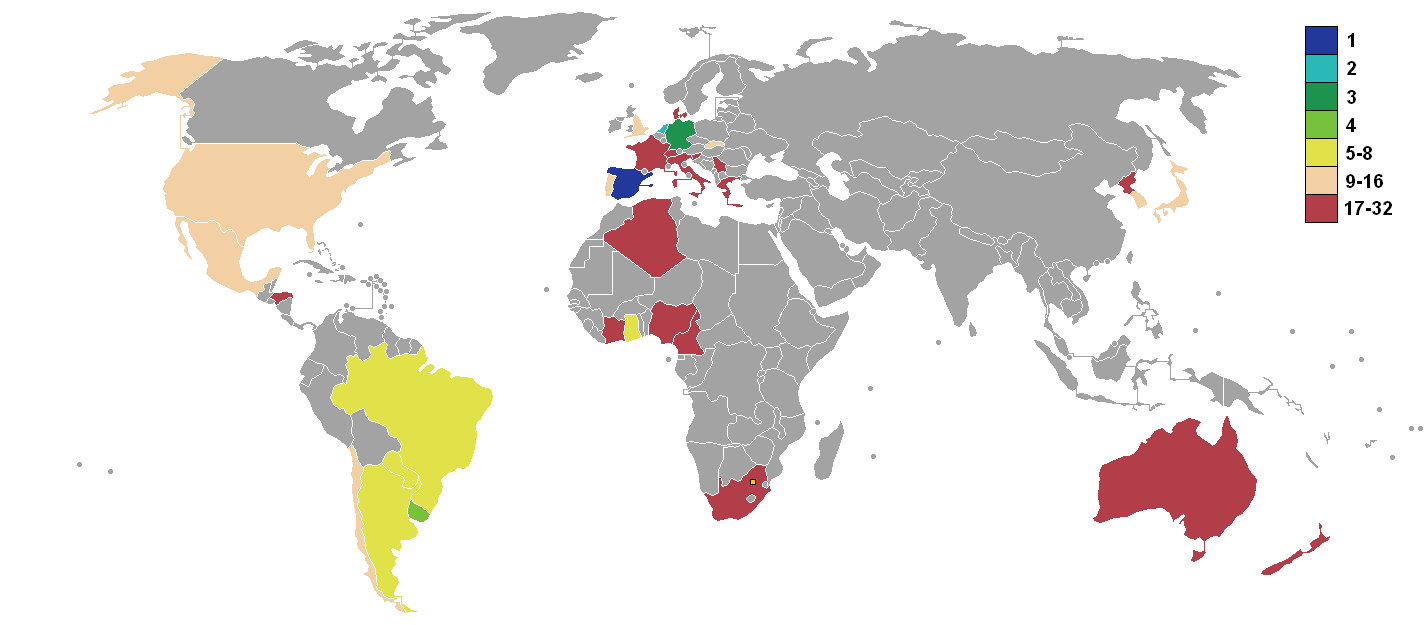
البطل
الوصيف
المركز الثالث
المركز الرابع
ربع النهائي
دور الستة عشر
دور المجموعات

أدت منتخبات أمريكا الجنوبية بقوة، مع ذهاب كل الفرق الخمسة إلى مراحل خروج المغلوب (أربع منها تصدرت مجموعتها). وكان الحكم على الأداء الكلي للمنتخبات الإفريقية بمناسبة ضيافة القارة للمرة الأولى للحدث مخيبًا للآمال من قبل مراقبين مثل اللاعب الكاميروني روجيه ميلا. من بين الدول الإفريقية الست فقط ثلاثة فازوا مباراة، وواحدة فقط (غانا) تأهلت إلى الدور الثاني.
فقط ستة من بين ثلاثة عشر منتخب أوروبيا ذهبوا إلى دور الستة عشر وهو رقم قياسي منخفض منذ اعتماد دور الستة عشر في 1986. كلا منتخبي نهائي البطولة الماضية فرنسا وإيطاليا خرجا من الجولة الأولى من البطولة، وهو ما يحدُث للمرة الأولى في كأس العالم. نيوزيلندا أنهت مشاركتها بالبطولة كالمنتخب الوحيد الذي لم يهزم بعد تعادله في مباريات مجموعته الثلاث، ولكن أنهتها خلف منتخبي باراغواي وسلوفاكيا.
| مفاتيح الألوان في جدول الترتيب | مفاتيح الألوان في جدول الترتيب |
| ------------------------------ | ------------------------------ |
|                                | فرق تأهلت لدور الستة عشر       |
|                                | فرق خرجت من دور المجموعات      |

### المجموعة الأولى
| فريق         | نقاط | فرق | عليه | له | خ | ت | ف | لعب |
| ------------ | ---- | --- | ---- | -- | - | - | - | --- |
| الأوروغواي   | 7    | 4+  | 0    | 4  | 0 | 1 | 2 | 3   |
| المكسيك      | 4    | 1+  | 2    | 3  | 1 | 1 | 1 | 3   |
| جنوب إفريقيا | 4    | 2−  | 5    | 3  | 1 | 1 | 1 | 3   |
| فرنسا        | 1    | 3−  | 4    | 1  | 2 | 1 | 0 | 3   |

| جنوب إفريقيا  | 1 – 1 | المكسيك    |
| ------------- | ----- | ---------- |
| تشابالالا 55' | تقرير | ماركيز 79' |

| الأوروغواي | 0 – 0 | فرنسا |
| ---------- | ----- | ----- |
|            | تقرير |       |

| جنوب إفريقيا | 0 – 3 | الأوروغواي                               |
| ------------ | ----- | ---------------------------------------- |
|              | تقرير | فورلان 24'، 80' (ركل.) · أ. بيريرا 90+5' |

| فرنسا | 0 -2  | المكسيك                           |
| ----- | ----- | --------------------------------- |
|       | تقرير | هيرنانديز 64' · بلانكو 79' (ركل.) |

| المكسيك | 0 - 1 | الأوروغواي |
| ------- | ----- | ---------- |
|         | تقرير | سواريز 64' |

| فرنسا      | 1 – 2 | جنوب إفريقيا           |
| ---------- | ----- | ---------------------- |
| مالودا 70' | تقرير | كومالو 20' · مفيلا 37' |

### المجموعة الثانية
| فريق           | نقاط | فرق | عليه | له | خ | ت | ف | لعب |
| -------------- | ---- | --- | ---- | -- | - | - | - | --- |
| الأرجنتين      | 9    | 6+  | 1    | 7  | 0 | 0 | 3 | 3   |
| كوريا الجنوبية | 4    | 1−  | 6    | 5  | 1 | 1 | 1 | 3   |
| اليونان        | 3    | 3−  | 5    | 2  | 2 | 0 | 1 | 3   |
| نيجيريا        | 1    | 2−  | 5    | 3  | 2 | 1 | 0 | 3   |

| كوريا الجنوبية                   | 2–0   | اليونان |
| -------------------------------- | ----- | ------- |
| لي يونغ سو 7' · بارك جي سونغ 52' | تقرير |         |

| الأرجنتين  | 1–0   | نيجيريا |
| ---------- | ----- | ------- |
| هاينتسه 6' | تقرير |         |

| الأرجنتين                                                    | 4 – 1   | كوريا الجنوبية      |
| ------------------------------------------------------------ | ------- | ------------------- |
| بارك تشو يونغ 17' (في مرماه) · غونزالو هيغواين 33'، 76'، 80' | التقرير | 45+1' لي تشونغ يونغ |

| اليونان                                          | 2 – 1   | نيجيريا        |
| ------------------------------------------------ | ------- | -------------- |
| ديميتريوس سالبيغيديس 44' · فاسيليس توروسيديس 71' | التقرير | 16' كالو أوتشي |

| نيجيريا                                     | 2 – 2 | كوريا الجنوبية                      |
| ------------------------------------------- | ----- | ----------------------------------- |
| كالو أوتشي 12' · ياكوبو إيغبيني 69' (ركلة.) | تقرير | لي جونغ سوو 38' · بارك تشو يونغ 49' |

| اليونان | 0 – 2 | الأرجنتين                               |
| ------- | ----- | --------------------------------------- |
|         | تقرير | مارتن ديميكيليس 77' · مارتن باليرمو 89' |

### المجموعة الثالثة
| فريق             | نقاط | فرق | عليه | له | خ | ت | ف | لعب |
| ---------------- | ---- | --- | ---- | -- | - | - | - | --- |
| الولايات المتحدة | 5    | 1+  | 3    | 4  | 0 | 2 | 1 | 3   |
| إنجلترا          | 5    | 1+  | 1    | 2  | 0 | 2 | 1 | 3   |
| سلوفينيا         | 4    | 0   | 3    | 3  | 1 | 1 | 1 | 3   |
| الجزائر          | 1    | 2−  | 2    | 0  | 2 | 1 | 0 | 3   |

| إنجلترا   | 1 – 1   | الولايات المتحدة |
| --------- | ------- | ---------------- |
| جيرارد 4' | التقرير | 40' ديمبسي       |

| الجزائر | 0 – 1   | سلوفينيا        |
| ------- | ------- | --------------- |
|         | التقرير | 79' روبرت كورين |

| سلوفينيا                                 | 2 – 2   | الولايات المتحدة                        |
| ---------------------------------------- | ------- | --------------------------------------- |
| فالتر بيرسا 13' · زلاتان لوبليانكيتش 42' | التقرير | 48' لاندون دانوفان · 82' ميكائيل برادلي |

| إنجلترا | 0 – 0   | الجزائر |
| ------- | ------- | ------- |
|         | التقرير |         |

| سلوفينيا | 0 – 1 | إنجلترا         |
| -------- | ----- | --------------- |
|          | تقرير | جيرمان ديفو 23' |

| الولايات المتحدة     | 1 – 0 | الجزائر |
| -------------------- | ----- | ------- |
| لاندون دونوفان 90+1' | تقرير |         |

### المجموعة الرابعة
| فريق     | نقاط | فرق | عليه | له | خ | ت | ف | لعب |
| -------- | ---- | --- | ---- | -- | - | - | - | --- |
| ألمانيا  | 6    | 4+  | 1    | 5  | 1 | 0 | 2 | 3   |
| غانا     | 4    | 0   | 2    | 2  | 1 | 1 | 1 | 3   |
| أستراليا | 4    | 3−  | 6    | 3  | 1 | 1 | 1 | 3   |
| صربيا    | 3    | 1−  | 3    | 2  | 2 | 0 | 1 | 3   |

| صربيا | 0–1     | غانا                 |
| ----- | ------- | -------------------- |
|       | التقرير | 85' (ركلة جزاء) جيان |

| ألمانيا                                              | 4 - 0   | أستراليا |
| ---------------------------------------------------- | ------- | -------- |
| بودولسكي 8' · كلوزه 27' · توماس مولر 68' · كاكاو 70' | التقرير |          |

| ألمانيا | 0 – 1   | صربيا                |
| ------- | ------- | -------------------- |
|         | التقرير | 38' ميلان يوفانوفيتش |

| غانا           | 1 – 1   | أستراليا         |
| -------------- | ------- | ---------------- |
| جيان 25' (ر.ج) | التقرير | 11' بريت إيمرتون |

| غانا | 0 – 1 | ألمانيا   |
| ---- | ----- | --------- |
|      | تقرير | أوزيل 60' |

| أستراليا                        | 2 – 1 | صربيا               |
| ------------------------------- | ----- | ------------------- |
| تيم كاهيل 69' · بريت هولمان 73' | تقرير | ماركو بانتيليتش 84' |

### المجموعة الخامسة
| فريق      | نقاط | فرق | عليه | له | خ | ت | ف | لعب |
| --------- | ---- | --- | ---- | -- | - | - | - | --- |
| هولندا    | 9    | 4+  | 1    | 5  | 0 | 0 | 3 | 3   |
| اليابان   | 6    | 2+  | 2    | 4  | 1 | 0 | 2 | 3   |
| الدنمارك  | 3    | 3−  | 6    | 3  | 2 | 0 | 1 | 3   |
| الكاميرون | 0    | 3−  | 5    | 2  | 3 | 0 | 0 | 3   |

| هولندا                                    | 2 – 0   | الدنمارك |
| ----------------------------------------- | ------- | -------- |
| دانييل آغر 46' (في مرماه) · ديرك كاوت 85' | التقرير |          |

| اليابان          | 1 – 0   | الكاميرون |
| ---------------- | ------- | --------- |
| كيسوكي هوندا 39' | التقرير |           |

| هولندا           | 1 – 0   | اليابان |
| ---------------- | ------- | ------- |
| ويسلي شنايدر 53' | التقرير |         |

| الكاميرون       | 1 – 2   | الدنمارك                               |
| --------------- | ------- | -------------------------------------- |
| صامويل إيتو 10' | التقرير | 33'نيكولاس بيندتنر · 61' دينيس روميدال |

| الدنمارك            | 1 – 3 | اليابان                                                   |
| ------------------- | ----- | --------------------------------------------------------- |
| يون دال توماسون 81' | تقرير | كيسوكي هوندا 17' · ياسوهيتو إندو 30' · شينجي أوكازاكي 87' |

| الكاميرون               | 1 – 2 | هولندا                                     |
| ----------------------- | ----- | ------------------------------------------ |
| صامويل إيتو 65' (ركلة.) | تقرير | روبن فان بيرسي 36' · كلاس يان هونتيلار 83' |

### المجموعة السادسة
| فريق      | نقاط | فرق | عليه | له | خ | ت | ف | لعب |
| --------- | ---- | --- | ---- | -- | - | - | - | --- |
| باراغواي  | 5    | 2+  | 1    | 3  | 0 | 2 | 1 | 3   |
| سلوفاكيا  | 4    | 1−  | 5    | 4  | 1 | 1 | 1 | 3   |
| نيوزيلندا | 3    | 0   | 2    | 2  | 0 | 3 | 0 | 3   |
| إيطاليا   | 2    | 1−  | 5    | 4  | 1 | 2 | 0 | 3   |

| إيطاليا             | 1 – 1   | باراغواي            |
| ------------------- | ------- | ------------------- |
| دانييلي دي روسي 63' | التقرير | 39' أنتولين ألكاراز |

| نيوزيلندا         | 1 – 1   | سلوفاكيا        |
| ----------------- | ------- | --------------- |
| وينستون ريد 90+3' | التقرير | 50' روبرت فيتيك |

| سلوفاكيا | 0 – 2   | باراغواي                               |
| -------- | ------- | -------------------------------------- |
|          | التقرير | 27' انريكه فيرا · 86' كريستيان ريفيروس |

| إيطاليا                     | 1 – 1   | نيوزيلندا      |
| --------------------------- | ------- | -------------- |
| فينشينسو ياكوينتا 29' (ر.ج) | التقرير | 7' شاين شميلتز |

| سلوفاكيا                                 | 3 – 2 | إيطاليا                                        |
| ---------------------------------------- | ----- | ---------------------------------------------- |
| روبرت فيتيك 25'، 73' · كاميل كوبونيك 89' | تقرير | أنطونيو دي ناتالي 81' · فابيو كوالياريلا 90+2' |

| باراغواي | 0 – 0 | نيوزيلندا |
| -------- | ----- | --------- |
|          | تقرير |           |

### المجموعة السابعة
| فريق           | نقاط | فرق | عليه | له | خ | ت | ف | لعب |
| -------------- | ---- | --- | ---- | -- | - | - | - | --- |
| البرازيل       | 7    | 3+  | 2    | 5  | 0 | 1 | 2 | 3   |
| البرتغال       | 5    | 7+  | 0    | 7  | 0 | 2 | 1 | 3   |
| ساحل العاج     | 4    | 1+  | 3    | 4  | 1 | 1 | 1 | 3   |
| كوريا الشمالية | 0    | 11− | 12   | 1  | 3 | 0 | 0 | 3   |

| ساحل العاج | 0 – 0   | البرتغال |
| ---------- | ------- | -------- |
|            | التقرير |          |

| البرازيل                | 2 – 1   | كوريا الشمالية |
| ----------------------- | ------- | -------------- |
| مايكون 55' · إيلانو 72' | التقرير | 89' جي يون نام |

| البرازيل                           | 3 –1    | ساحل العاج       |
| ---------------------------------- | ------- | ---------------- |
| لويس فابيانو 25'، 50' · إيلانو 62' | التقرير | 79' ديديه دروغبا |

| البرتغال                                                                        | 7– 0    | كوريا الشمالية |
| ------------------------------------------------------------------------------- | ------- | -------------- |
| ميريلس 29' · سيماو 53' · ألميدا 56' · تياغو 60'، 89' · ليدسون 81' · رونالدو 87' | التقرير |                |

| البرتغال | 0 – 0 | البرازيل |
| -------- | ----- | -------- |
|          | تقرير |          |

| كوريا الشمالية | 0 – 3 | ساحل العاج                                      |
| -------------- | ----- | ----------------------------------------------- |
|                | تقرير | يايا توريه 14' · روماريك 20' · سولومون كالو 82' |

### المجموعة الثامنة
| فريق    | نقاط | فرق | عليه | له | خ | ت | ف | لعب |
| ------- | ---- | --- | ---- | -- | - | - | - | --- |
| إسبانيا | 6    | 2+  | 2    | 4  | 1 | 0 | 2 | 3   |
| تشيلي   | 6    | 1+  | 2    | 3  | 1 | 0 | 2 | 3   |
| سويسرا  | 4    | 0   | 1    | 1  | 1 | 1 | 1 | 3   |
| هندوراس | 1    | 3−  | 3    | 0  | 2 | 1 | 0 | 3   |

| هندوراس | 0 - 1 | تشيلي           |
| ------- | ----- | --------------- |
|         | تقرير | 34' جيان بوسجور |

| إسبانيا | 0 - 1   | سويسرا               |
| ------- | ------- | -------------------- |
|         | التقرير | 52' غيلسون فيرنانديز |

| تشيلي             | 1 - 0   | سويسرا |
| ----------------- | ------- | ------ |
| مارك غونزاليس 75' | التقرير |        |

| إسبانيا            | 2 - 0   | هندوراس |
| ------------------ | ------- | ------- |
| دافيد فيا 17'، 51' | التقرير |         |

| تشيلي            | 1 – 2 | إسبانيا                           |
| ---------------- | ----- | --------------------------------- |
| رودريغو ميار 47' | تقرير | دافيد فيا 24' · أندريس إنيستا 37' |

| سويسرا | 0 – 0 | هندوراس |
| ------ | ----- | ------- |
|        | تقرير |         |

## مرحلة خروج المغلوب
جميع أوقات المباريات حسب توقيت جنوب إفريقيا (UTC+02)
تضم مرحلة خروج المغلوب المنتخبات الستة عشر التي تأهلت من مرحلة المجموعات في البطولة. هناك أربع أدوار من هذه المرحلة، مع كل دور يُقصى نصف عدد الفرق التي دخلت تلك المرحلة. الأدوار المتتالية هي دور الستة عشر، الدور ربع النهائي، ونصف النهائي، والمباراة النهائية. وكانت هناك أيضا مباراة فاصلة لتحديد أصاحب المركز الثالث والرابع. أي تعادل في كل مباراة من مرحلة خروج المغلوب بعد لعب 90 دقيقة تعقبه ثلاثون دقيقة من الوقت الإضافي؛ وإذا بقيت النتيجة متعادلة، يُحتَكم إلى ضربات ترجيحية لتحديد الفريق المتأهل إلى الدور المقبل.
|  | دور الستة عشر            | دور الستة عشر           |                      |       | ربع النهائي   | ربع النهائي   |                          |                          | نصف النهائي | نصف النهائي |  |  | النهائي | النهائي |
|  |                          |                         |                      |       |               |               |                          |                          |             |             |  |  |         |         |
|  | 26 يونيو – بورت إليزابيث |                         |                      |       |               |               |                          |                          |             |             |  |  |         |         |
|  |                          |                         |                      |       |               |               |                          |                          |             |             |  |  |         |         |
|  | الأوروغواي               | 2                       |                      |       |               |               |                          |                          |             |             |  |  |         |         |
|  | الأوروغواي               | 2                       | 2 يوليو – جوهانسبرغ  |       |               |               |                          |                          |             |             |  |  |         |         |
|  | كوريا الجنوبية           | 1                       |                      |       |               |               |                          |                          |             |             |  |  |         |         |
|  | كوريا الجنوبية           | 1                       | الأوروغواي (ضرب.)    | 1 (4) |               |               |                          |                          |             |             |  |  |         |         |
|  | 26 يونيو – روستنبورغ     |                         | الأوروغواي (ضرب.)    | 1 (4) |               |               |                          |                          |             |             |  |  |         |         |
|  |                          | غانا                    | 1 (2)                |       |               |               |                          |                          |             |             |  |  |         |         |
|  | الولايات المتحدة         | غانا                    | 1 (2)                | 1     |               |               |                          |                          |             |             |  |  |         |         |
|  | الولايات المتحدة         |                         | 6يوليو – كيب تاون    | 1     |               |               |                          |                          |             |             |  |  |         |         |
|  | غانا (ب.و.إ.)            | 2                       |                      |       |               |               |                          |                          |             |             |  |  |         |         |
|  | غانا (ب.و.إ.)            | 2                       | الأوروغواي           | 2     |               |               |                          |                          |             |             |  |  |         |         |
|  | 28 يونيو – ديربان        |                         | الأوروغواي           | 2     |               |               |                          |                          |             |             |  |  |         |         |
|  |                          | هولندا                  | 3                    |       |               |               |                          |                          |             |             |  |  |         |         |
|  | هولندا                   | هولندا                  | 3                    | 2     |               |               |                          |                          |             |             |  |  |         |         |
|  | هولندا                   | 2 يوليو – بورت إليزابيث |                      | 2     |               |               |                          |                          |             |             |  |  |         |         |
|  | سلوفاكيا                 | 1                       |                      |       |               |               |                          |                          |             |             |  |  |         |         |
|  | سلوفاكيا                 | 1                       | هولندا               | 2     |               |               |                          |                          |             |             |  |  |         |         |
|  | 28 يونيو – جوهانسبرغ     |                         | هولندا               | 2     |               |               |                          |                          |             |             |  |  |         |         |
|  |                          | البرازيل                | 1                    |       |               |               |                          |                          |             |             |  |  |         |         |
|  | البرازيل                 | البرازيل                | 1                    | 3     |               |               |                          |                          |             |             |  |  |         |         |
|  | البرازيل                 |                         | 11 يوليو – جوهانسبرغ | 3     |               |               |                          |                          |             |             |  |  |         |         |
|  | تشيلي                    | 0                       |                      |       |               |               |                          |                          |             |             |  |  |         |         |
|  | تشيلي                    | 0                       | هولندا               | 0     |               |               |                          |                          |             |             |  |  |         |         |
|  | 27 يونيو – جوهانسبرغ     |                         | هولندا               | 0     |               |               |                          |                          |             |             |  |  |         |         |
|  |                          | إسبانيا (ب.و.إ.)        | 1                    |       |               |               |                          |                          |             |             |  |  |         |         |
|  | الأرجنتين                | إسبانيا (ب.و.إ.)        | 1                    | 3     |               |               |                          |                          |             |             |  |  |         |         |
|  | الأرجنتين                | 3 يوليو – كيب تاون      |                      | 3     |               |               |                          |                          |             |             |  |  |         |         |
|  | المكسيك                  | 1                       |                      |       |               |               |                          |                          |             |             |  |  |         |         |
|  | المكسيك                  | 1                       | الأرجنتين            | 0     |               |               |                          |                          |             |             |  |  |         |         |
|  | 27 يونيو – بلومفونتين    |                         | الأرجنتين            | 0     |               |               |                          |                          |             |             |  |  |         |         |
|  |                          | ألمانيا                 | 4                    |       |               |               |                          |                          |             |             |  |  |         |         |
|  | ألمانيا                  | ألمانيا                 | 4                    | 4     |               |               |                          |                          |             |             |  |  |         |         |
|  | ألمانيا                  |                         | 7 يوليو – ديربان     | 4     |               |               |                          |                          |             |             |  |  |         |         |
|  | إنجلترا                  | 1                       |                      |       |               |               |                          |                          |             |             |  |  |         |         |
|  | إنجلترا                  | 1                       | ألمانيا              | 0     |               |               |                          |                          |             |             |  |  |         |         |
|  | 29 يونيو – بريتوريا      |                         | ألمانيا              | 0     |               |               |                          |                          |             |             |  |  |         |         |
|  |                          | إسبانيا                 | 1                    |       | المركز الثالث | المركز الثالث |                          |                          |             |             |  |  |         |         |
|  | باراغواي (ضرب.)          | إسبانيا                 | 1                    | 0 (5) | المركز الثالث | المركز الثالث |                          |                          |             |             |  |  |         |         |
|  | باراغواي (ضرب.)          | 3 يوليو – جوهانسبرغ     | 3 يوليو – جوهانسبرغ  | 0 (5) |               |               | 10 يوليو – بورت إليزابيث | 10 يوليو – بورت إليزابيث |             |             |  |  |         |         |
|  | اليابان                  | 3 يوليو – جوهانسبرغ     | 3 يوليو – جوهانسبرغ  | 0 (3) |               |               | 10 يوليو – بورت إليزابيث | 10 يوليو – بورت إليزابيث |             |             |  |  |         |         |
|  | اليابان                  | باراغواي                | 0                    | 0 (3) | الأوروغواي    | 2             |                          |                          |             |             |  |  |         |         |
|  | 29 يونيو – كيب تاون      | باراغواي                | 0                    |       | الأوروغواي    | 2             |                          |                          |             |             |  |  |         |         |
|  |                          | إسبانيا                 | 1                    |       | ألمانيا       | 3             |                          |                          |             |             |  |  |         |         |
|  | إسبانيا                  | إسبانيا                 | 1                    | 1     | ألمانيا       | 3             |                          |                          |             |             |  |  |         |         |
|  | إسبانيا                  |                         |                      | 1     |               |               |                          |                          |             |             |  |  |         |         |
|  | البرتغال                 | 0                       |                      |       |               |               |                          |                          |             |             |  |  |         |         |
|  | البرتغال                 | 0                       |                      |       |               |               |                          |                          |             |             |  |  |         |         |

### دور الستة عشر
لعبت المنتخبات الفائزة بالمجموعات الثمانية ضد المنتخب الوصيف من المجموعة الأخرى في هذه الدور.
- قدمت منتخبات أمريكا الجنوبية أداء قويًا في دور الستة عشر، حيث تأهلت أربعة منتخبات إلى ربع النهائي بالإضافة إلى أن البرازيل تغلبت على منتخب من أمريكا الجنوبية وهو تشيلي.
- كان أداء منتخبات أسيا جيدًا في هذه البطولة، حيث تأهل منتخبان (كوريا جنوبية واليابان) إلى دور الستة عشر.
- خسارة إنجلترا من ألمانيا 4–1 كانت الأسوأ لها بنهائيات كأس العالم.
- غانا هزمت الولايات المتحدة لتصبح المنتخب الإفريقي الثالث الذي يصل إلى دور الثمانية (بعد الكاميرون في 1990 والسنغال في 2002).
- بلوغ كل من منتخب الباراغواي ومنتخب غانا إلى ربع النهائي لأول مرة.

تميز هذه الدور بقرارات تحكيمية مثيرة للجدل، بما في ذلك:
- هدف ملغى لصالح إنجلترا بخسارتها 4–1 ضد ألمانيا، حيث كانت تسديدة من قبل فرانك لامبارد قد عبرت خط المرمى عند عرضها على الإعادة في البث التلفزيوني.
- هدف غير صحيح محتسب للأرجنتين بفوزها 3–1 على المكسيك، حيث كان مهاجم الأرجنتين كارلوس تيفيز في موضع تسلل عندما ظهر على الإعادة البث التلفزيوني، والتي كانت معروضة داخل الملعب بعد وقت قصير من الحالة.

هذه الأخطاء التحكيمية القاتلة، أجبرت سيب بلاتر رئيس الاتحاد الدولي لكرة القدم على الاعتذار لمنتخبي إنجلترا والمكسيك عن القرارات المتخذة ضدهم، وقال «بالأمس تحدثت مع الاتحادات المعنية عن اخطاء الحكام، أنا أعتذر إلى إنكلترا والمكسيك.» ووعد بلاتر بإعادة فتح النقاش بشأن استخدام تكنولوجيا تقنية خط المرمى من اجل البت في أي غموض، ما يسهل على الحكم الأساسي والحكام الأربعة المساعدين اتخاذ القرارات. وقال «سنناقش المجلس الدولي لكرة القدم بشأن استخدام تكنولوجيا تقنية خط المرمى في الاجتماع المقبل في يوليو.» وجاءت دعوة بلاتر أقل من أربعة أشهر من تصريح الأمين العام بالاتحاد الدولي لكرة القدم جيروم فالكي أن باب النقاش من أجل تكنولوجيا خط المرمى قد أقفل بعدما صوت المجلس الدولي لكرة القدم بالرفض.
| الأوروغواي     | 1 – 2 | كوريا الجنوبية    |
| -------------- | ----- | ----------------- |
| سواريز 8'، 80' | تقرير | لي تشونغ يونغ 68' |

| الولايات المتحدة   | 1 - 2 (ب.و.إ.) | غانا                |
| ------------------ | -------------- | ------------------- |
| دونوفان 62' (ضرب.) | تقرير          | برينس 5' · جيان 93' |

| ألمانيا                                  | 4 – 1 | إنجلترا   |
| ---------------------------------------- | ----- | --------- |
| كلوزه 20' · بودولسكي 32' · مولر 67'، 70' | تقرير | أبسون 37' |

| الأرجنتين                    | 3 – 1 | المكسيك       |
| ---------------------------- | ----- | ------------- |
| تيفيز 26'، 52' · هيغواين 33' | تقرير | هيرنانديز 71' |

| هولندا                | 2 – 1 | سلوفاكيا           |
| --------------------- | ----- | ------------------ |
| روبن 18' · شنايدر 84' | تقرير | فيتيك 90+4' (ضرب.) |

| البرازيل                                  | 3 – 0 | تشيلي |
| ----------------------------------------- | ----- | ----- |
| جوان 34' · لويس فابيانو 38' · روبينيو 59' | تقرير |       |

| باراغواي | 0 – 0 (ب.و.إ.) | اليابان |
| -------- | -------------- | ------- |
|          | تقرير          |         |

| إسبانيا | 1 – 0 | البرتغال |
| ------- | ----- | -------- |
| فيا 63' | تقرير |          |

### دور ربع النهائي
شهد دور ربع النهائي من بطولة كأس العالم لكرة القدم 2010 3 مواجهات جمعت بين منتخبات القارة الأوروبية ومنتخبات أمريكا الجنوبية، انتهت جميعها لصالح المنتخبات الأوروبية. حيث فازت ألمانيا على الأرجنتين بنتيجة ثقيلة قوامها 4–0، في حين فازت هولندا على البرازيل بنتيجة 2-1، وكانت هذه أول خسارة للبرازيليين في مباراة لكأس العالم تقام خارج أوروبا سوى في ركلات الترجيح منذ عام 1950. وبلغت إسبانيا المربع الذهبي لأول مرة منذ عام 1950 بعد الفوز على الباراغواي 1–0. وبهذا أصبحت الأوروغواي المنتخب الأمريكي الجنوبي الوحيد الذي بلغ نصف النهائي، بعد أن أطاح بمنتخب غانا بركلات الترجيح بعد انتهاء الوقت الأصلي بالتعادل 1–1.
| هولندا          | 2 – 1 | البرازيل    |
| --------------- | ----- | ----------- |
| شنايدر 53'، 68' | تقرير | روبينيو 10' |

| الأوروغواي | 1 – 1 (ب.و.إ.) | غانا          |
| ---------- | -------------- | ------------- |
| فورلان 55' | تقرير          | مونتاري 45+2' |

| الأرجنتين | 0 – 4 | ألمانيا                                |
| --------- | ----- | -------------------------------------- |
|           | تقرير | مولر 3' · كلوزه 68'، 89' · فريدريش 74' |

| باراغواي | 0 – 1 | إسبانيا |
| -------- | ----- | ------- |
|          | تقرير | فيا 83' |

### دور نصف النهائي
تأهلت هولندا إلى النهائي للمرة الثالثة بتاريخها، بعد فوزها على الأوروغواي بنتيجة 3–2. بينما بلغت إسبانيا مباراتها النهائية الأولى بعد أن فازت على ألمانيا بنتيجة 1–0. وأصبح نهائي كأس العالم لكرة القدم 2010 أول نهائي كأس عالم من دون تواجد المنتخبات الأربعة الأكثر نجاحا: وهي البرازيل، إيطاليا، ألمانيا والأرجنتين.
| الأوروغواي                   | 2 – 3 | هولندا                                      |
| ---------------------------- | ----- | ------------------------------------------- |
| فورلان 41' · م. بيريرا 90+2' | تقرير | فان برونكهورست 18' · شنايدر 70' · روبين 73' |

| ألمانيا | 0 – 1 | إسبانيا   |
| ------- | ----- | --------- |
|         | تقرير | بويول 73' |

### مباراة المركز الثالث
في مباراة المركز الثالث، فازت ألمانيا على الأوروغواي بنتيجة 3–2، وأحرزت المركز الثالث. وأصبحت ألمانيا بذلك صاحبة الرقم القياسي لأكثر المنتخبات إحرازًا للمركز الثالث في كأس العالم (4 مرات)، في حين أصبحت الأوروغواي أكثر المنتخبات إحرازًا للمركز الرابع (3 مرات).
| الأوروغواي              | 3-2   | ألمانيا                          |
| ----------------------- | ----- | -------------------------------- |
| كافاني 28' · فورلان 51' | تقرير | مولر 19' · يانسن 56' · خضيرة 82' |

### النهائي
أقيمت المباراة النهائية في يوم 11 يوليو 2010 في ملعب سوكر سيتي، جوهانسبرغ. وتغلبت إسبانيا على هولندا بهدف واحد، أتى بالوقت الإضافي من قبل أندريس إنيستا. سجل إنيستا أكثر الأهداف تأخيرا في تاريخ نهائي كأس العالم لكرة القدم (116'). الفوز أهدى إسبانيا لقبها الأول في كأس العالم، لتصبح المنتخب الثامن الذي يفوز به. ذلك جعلهم الفائز الأول الجديد من دون أفضلية على أرضهم من البرازيل في 1958، والفريق الأول الفائز بالتحفة العالمية الذي خسر مباراته الافتتاحية.
حُظي النهائي بأكبر عدد من البطاقات في نهائيات كأس عالم، وكان عدد البطاقات المكتسبة أكثر من ضعف الرقم القياسي السابق، وهو 6 بطاقات في نهائي كأس العالم 1986 بين الأرجنتين وألمانيا. عدد البطاقات المكتسبة في المباراة 14 بطاقة صفراء منها 9 لمنتخب هولندا، و 5 من نصيب منتخب إسبانيا ، وقد طُرد جون هيتينغا بعد تلقيه بطاقتين صفرتين. وكانت البطاقة الصفراء الموجهة لنايجل دي يونغ بعد ركله تشابي ألونسو في صدره في الشوط الأول، قد أثارت غضب الكثير، منهم روب هيوز والذي اعتقد بأنه كان يجب إعطاءه بطاقة حمراء. حصل أندريس إنييستا على بطاقة صفراء أيضًا بسبب نزعه لقميصه أثناء احتفاله بالهدف. تحت القميص الذي كان يلبس سترة بيضاء مكتوب عليها بخط اليد ( Dani Jarque siempre con nosotros ) ((بالعربية)) وهو قائد نادي إسبانيول الإسباني الذي توفي في 2009 جراء أزمة قلبية مفاجئة خلال المعسكر التدريبي لفريقه في إيطاليا.

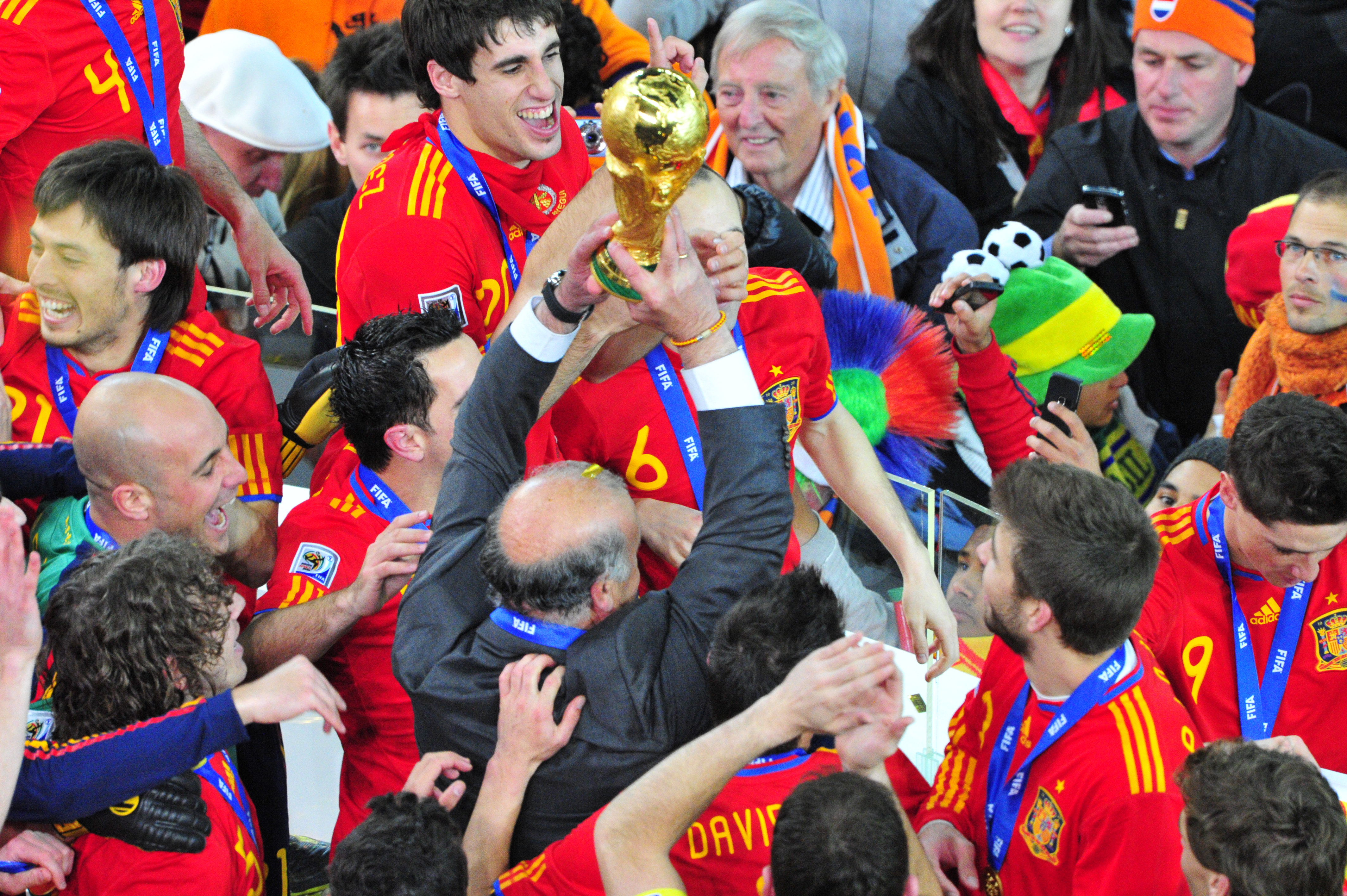
حفل تتويج منتخب إسبانيا بلقب كأس العالم 2010.

| هولندا               | 0 – 1 | إسبانيا     |
| -------------------- | ----- | ----------- |
| جون هيتينغا 56' 109' | تقرير | إنيستا 116' |

## الإحصائيات

### الهدافون
الفائز بلقب هداف بطولة كأس العالم هو المهاجم الألماني توماس مولر. اختير مولر على حساب اللاعبين الثلاثة لأنه صنع أهدافًا أكثر حيث بلغت 3 أهداف بينما صنع ويسلي شنايدر وديفيد فيا هدفًا ولم يصنع دييغو فورلان أي هدف.
5 أهداف
| - توماس مولر - ويسلي شنايدر | - دافيد فيا | - دييغو فورلان |

4 أهداف
| - غونزالو هيغواين | - ميروسلاف كلوزه | - روبرت فيتيك |

3 أهداف
| - لويس فابيانو - أسامواه جيان | - لاندون دونوفان | - لويس سواريز |

هدفان
| - كارلوس تيفيز - بريت هولمان - إيلانو - روبينيو - صامويل إيتو | - لوكاس بودولسكي - كيسوكي هوندا - لي تشونغ يونغ - لي جونغ سوو - خافيير هيرنانديز | - أرين روبين - كالو أوتشي - تياغو - أندريس إنيستا |

هدف
| - مارتن ديميكيليس - غابريل هاينزه - مارتن باليرمو - تيم كاهيل - جوان - مايكون - جان بوسيجور - مارك غونزاليس - رودريغو ميار - ديديه دروغبا - سولومون كالو - روماريك - يايا توريه - نيكلاس بيندتنر - دينيس روميدال - يون دال توماسون - جيرمان ديفو - ستيفن جيرارد - ماثيو أبسون - فلورينت مالودا - كاكاو - أرنه فريدريش - مارسيل يانسن - سامي خضيرة | - مسعود أوزيل - كيفن برينس بواتينغ - سولي علي مونتاري - ديميتريوس سالبيغيديس - فاسيليس توروسيديس - دانييلي دي روسي - أنطونيو دي ناتالي - فينشينسو ياكوينتا - فابيو كوالياريلا - ياسوهيتو إندو - شينجي أوكازاكي - جي يون نام - بارك تشو يونغ - بارك جي سونغ - كواتيموك بلانكو - رافاييل ماركيز - كلاس يان هونتيلار - ديرك كاوت - جيوفاني فان برونكهورست - روبن فان بيرسي - وينستون ريد - شاين شميلتز - ياكوبو إيغبيني - أنتولين ألكاراز | - كريستيان ريفيروس - إنريكي فيرا - هوغو ألميدا - ليدسون - راؤول ميريلس - كرستيانو رونالدو - سيماو سابروسا - ميلان يوفانوفيتش - ماركو بانتيليتش - كاميل كوبونيك - فالتر بيرسا - روبيرت كورين - زلاتان ليوبييانكيتش - بونغاني كومالو - كاتليغو مفيلا - سيفيوي تشابالالا - كارليس بويول - غيلسون فيرنانديز - ميكائيل برادلي - كلينت ديمبسي - إدينسون كافاني - ألفارو بيريرا - ماكسميليانو بيريرا |

هدف عكسي
- *  دانييل آغر (لصالح هولندا)
- *  بارك تشو يونغ (لصالح الأرجنتين)

### الانضباط
أوقف 28 لاعبًا بعد حصول (13 لاعبًا) على بطاقة صفراء ثانية، في حين حصل (8 لاعبين) على بطاقة حمراء واحدة، وحصل (7 لاعبين) على بطاقة صفراء تبعتها بطاقة حمراء.

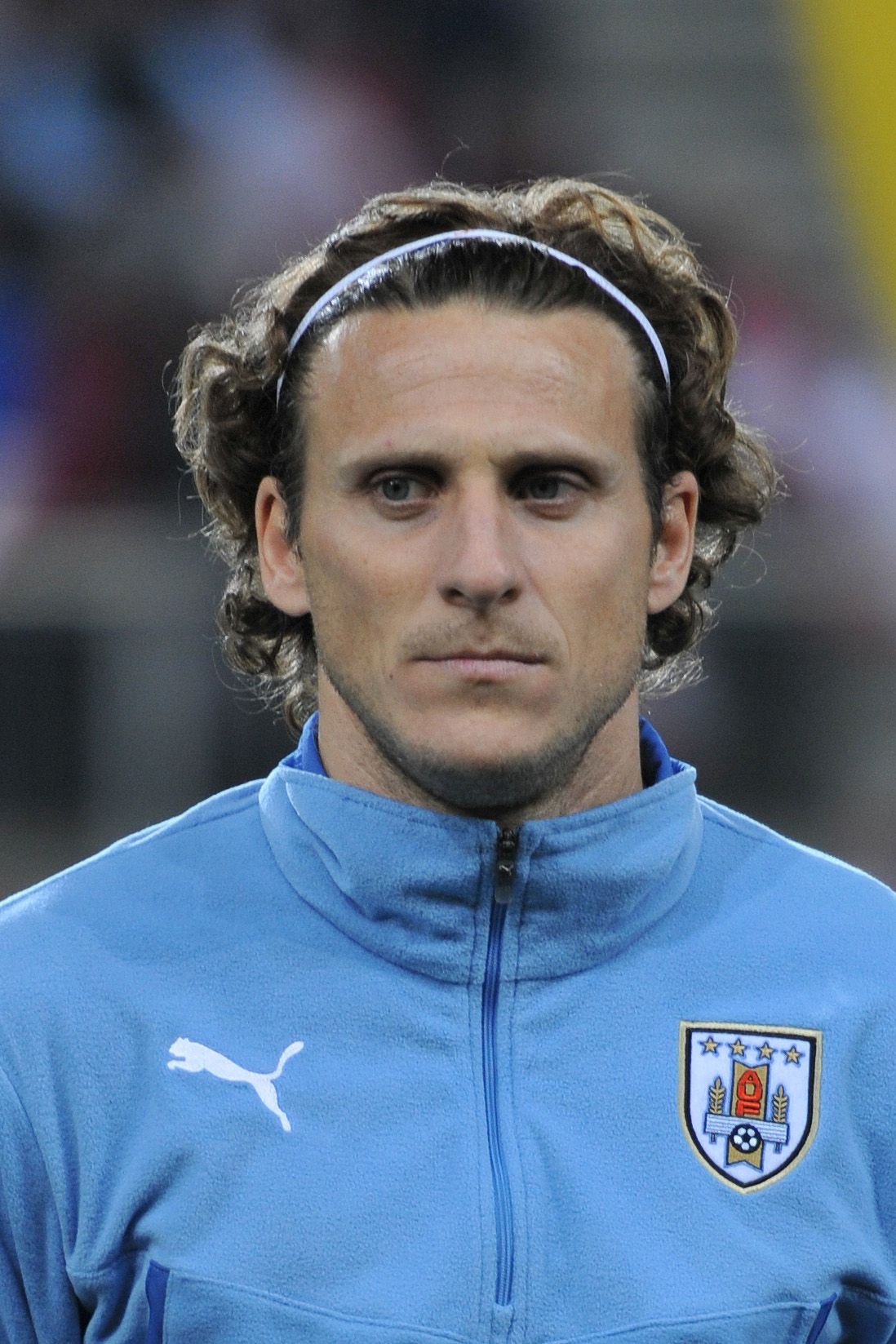
دييغو فورلان الفائز بجائزة الكرة الذهبية.

### الجوائز
- الكرة الذهبية:  دييغو فورلان (أوروجواي)[2]
- الحذاء الذهبي:  توماس مولر (ألمانيا)[75]
- القفاز الذهبي:  إيكر كاسياس (إسبانيا)[4]
- أفضل لاعب ناشئ:  توماس مولر (ألمانيا)[3]
- جائزة الفيفا للعب النظيف::  إسبانيا[76]

### فريق النجوم
اختير أعضاء فريق النجوم من خلال استفتاء طرح على شبكة الإنترنت، حيث استطاع المصوتون اختيار فريقهم المفضل، في تشكيلة 4-4-2. وكانت فترة التصويت قد امتدت إلى الساعة 11:59 ليلاً من يوم 11 يوليو 2010. 6 لاعبين من أصل 11 اختيروا في التشكيلة، بالإضافة إلى المدرب، كانوا من ضمن منتخب إسبانيا، أما اللاعبون الخمسة الباقون فكانوا لاعبين من منتخب ألمانيا، ولاعبًا من كل من منتخب البرازيل ومنتخب الأوروغواي ومنتخب هولندا.
- الحراسة:  إيكر كاسياس
- خط الدفاع:  سيرخيو راموس,  كارلوس بويول,  مايكون,  فيليب لام
- خط الوسط:  أندريس إنييستا,  تشافي,  باستيان شفاينشتايغر,  ويسلي شنايدر
- خط الهجوم:  دييغو فورلان ,  دافيد فيا
- المدرب:  فيسنتي ديل بوسكي

### ترتيب المنتخبات
أصدر الاتحاد الدولي لكرة القدم بعد نهاية البطولة ترتيبا لجميع المنتخبات المشاركة. الترتيب جاء بناء على نتائج المنتخبات، التقدم في البطولة، وقوة المنافس. ترتيب المنتخبات كان كالتالي:
| 1. إسبانيا 2. هولندا 3. ألمانيا 4. الأوروغواي 5. الأرجنتين 6. البرازيل 7. غانا 8. باراغواي | 1. اليابان 2. تشيلي 3. البرتغال 4. الولايات المتحدة 5. إنجلترا 6. المكسيك 7. كوريا الجنوبية 8. سلوفاكيا | 1. ساحل العاج 2. سلوفينيا 3. سويسرا 4. جنوب إفريقيا 5. أستراليا 6. نيوزيلندا 7. صربيا 8. الدنمارك | 1. اليونان 2. إيطاليا 3. نيجيريا 4. الجزائر 5. فرنسا 6. هندوراس 7. الكاميرون 8. كوريا الشمالية |

بعد وقت قصير من انتهاء نهائي كأس العالم لكرة القدم 2010، أصدرت الاتحاد الدولي لكرة القدم الترتيب النهائي للبطولة. واستند الترتيب على نتائج المنتخبات في المسابقة، ويتم تصنيف الـ32 فريقاً على أساس المعايير التي استخدمت من قبل الاتحاد الدولي لكرة القدم. وكان الترتيب النهائي على النحو التالي:

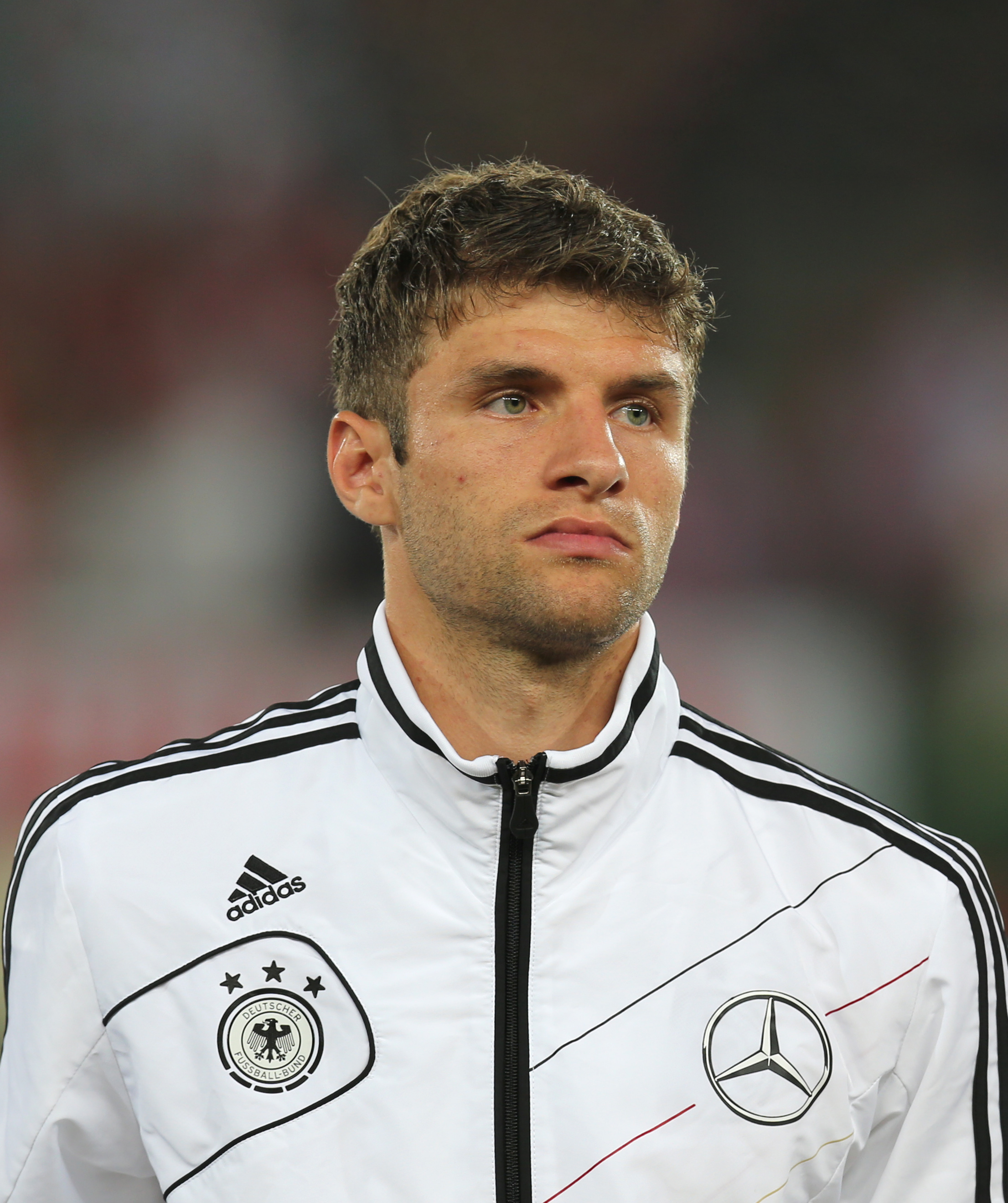
توماس مولر الفائز بجائزة الحذاء الذهبي وجائزة أفضل لاعب ناشئ.

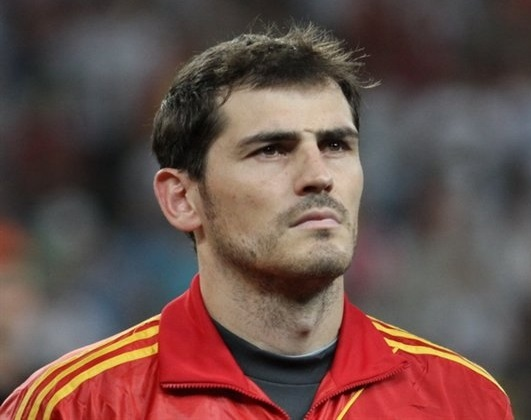
إيكر كاسياس الفائز بجائزة القفاز الذهبي.

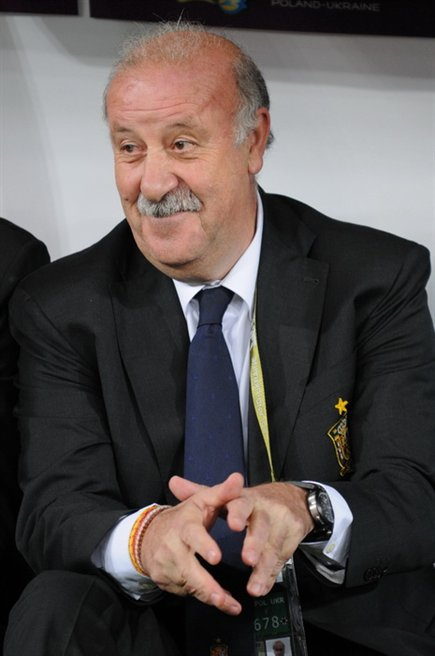
فيسنتي ديل بوسكي أختير مدرباً لفريق كل النجوم.

| الترتيب                          | المنتخب          | المجموعة | لعب | فاز | تعادل | خسر | له | عليه | الفرق | النقاط |
| -------------------------------- | ---------------- | -------- | --- | --- | ----- | --- | -- | ---- | ----- | ------ |
| 1                                | إسبانيا          | الثامنة  | 7   | 6   | 0     | 1   | 8  | 2    | +6    | 18     |
| 2                                | هولندا           | الخامسة  | 7   | 6   | 0     | 1   | 12 | 6    | +6    | 18     |
| 3                                | ألمانيا          | الرابعة  | 7   | 5   | 0     | 2   | 16 | 5    | +11   | 15     |
| 4                                | الأوروغواي       | الأولى   | 7   | 3   | 2     | 2   | 11 | 8    | +3    | 11     |
| ودعوا البطولة من دور ربع النهائي |                  |          |     |     |       |     |    |      |       |        |
| 5                                | الأرجنتين        | الثانية  | 5   | 4   | 0     | 1   | 10 | 6    | +4    | 12     |
| 6                                | البرازيل         | السابعة  | 5   | 3   | 1     | 1   | 9  | 4    | +5    | 10     |
| 7                                | غانا             | الرابعة  | 5   | 2   | 2     | 1   | 5  | 4    | +1    | 8      |
| 8                                | باراغواي         | السادسة  | 5   | 1   | 3     | 1   | 3  | 2    | +1    | 6      |
| ودعوا البطولة من دور ال 16       |                  |          |     |     |       |     |    |      |       |        |
| 9                                | اليابان          | الخامسة  | 4   | 2   | 1     | 1   | 4  | 2    | +2    | 7      |
| 10                               | تشيلي            | الثامنة  | 4   | 2   | 0     | 2   | 3  | 5    | −2    | 6      |
| 11                               | البرتغال         | السابعة  | 4   | 1   | 2     | 1   | 7  | 1    | +6    | 5      |
| 12                               | الولايات المتحدة | الثالثة  | 4   | 1   | 2     | 1   | 5  | 5    | 0     | 5      |
| 13                               | إنجلترا          | الثالثة  | 4   | 1   | 2     | 1   | 3  | 5    | −2    | 5      |
| 14                               | المكسيك          | الأولى   | 4   | 1   | 1     | 2   | 4  | 5    | −1    | 4      |
| 15                               | كوريا الجنوبية   | الثانية  | 4   | 1   | 1     | 2   | 6  | 8    | −2    | 4      |
| 16                               | سلوفاكيا         | السادسة  | 4   | 1   | 1     | 2   | 5  | 7    | −2    | 4      |
| ودعوا البطولة من دور المجموعات   |                  |          |     |     |       |     |    |      |       |        |
| 17                               | ساحل العاج       | السابعة  | 3   | 1   | 1     | 1   | 4  | 3    | +1    | 4      |
| 18                               | سلوفينيا         | الثالثة  | 3   | 1   | 1     | 1   | 3  | 3    | 0     | 4      |
| 19                               | سويسرا           | الثامنة  | 3   | 1   | 1     | 1   | 1  | 1    | 0     | 4      |
| 20                               | جنوب إفريقيا     | الأولى   | 3   | 1   | 1     | 1   | 3  | 5    | −2    | 4      |
| 21                               | أستراليا         | الرابعة  | 3   | 1   | 1     | 1   | 3  | 6    | −3    | 4      |
| 22                               | نيوزيلندا        | السادسة  | 3   | 0   | 3     | 0   | 2  | 2    | 0     | 3      |
| 23                               | صربيا            | الرابعة  | 3   | 1   | 0     | 2   | 2  | 3    | −1    | 3      |
| 24                               | الدنمارك         | الخامسة  | 3   | 1   | 0     | 2   | 3  | 6    | −3    | 3      |
| 25                               | اليونان          | الثانية  | 3   | 1   | 0     | 2   | 2  | 5    | −3    | 3      |
| 26                               | إيطاليا          | السادسة  | 3   | 0   | 2     | 1   | 4  | 5    | −1    | 2      |
| 27                               | نيجيريا          | الثانية  | 3   | 0   | 1     | 2   | 3  | 5    | −2    | 1      |
| 28                               | الجزائر          | الثالثة  | 3   | 0   | 1     | 2   | 0  | 2    | −2    | 1      |
| 29                               | فرنسا            | الأولى   | 3   | 0   | 1     | 2   | 1  | 4    | −3    | 1      |
| 30                               | هندوراس          | الثامنة  | 3   | 0   | 1     | 2   | 0  | 3    | −3    | 1      |
| 31                               | الكاميرون        | الخامسة  | 3   | 0   | 0     | 3   | 2  | 5    | −3    | 0      |
| 32                               | كوريا الشمالية   | السابعة  | 3   | 0   | 0     | 3   | 1  | 12   | −11   | 0      |

## الرموز

### التميمة الرسمية

زاكومي تميمة كأس العالم لكرة القدم 2010

زاكومي (مواليد 16 يونيو 1994) هو تميمة بطولة كأس العالم لكرة القدم 2010 في جنوب إفريقيا. هو نمر مرح ورياضي شعره أخضر وقُدِّم في 22 سبتمبر 2008. جاءت تسميته من خلال التالي: زا (ZA) الرمز الكودي لجنوب إفريقيا وكومي (KUMI) كلمة تعني بلغة الجنوب الإفريقيين الرقم عشرة والذي يعود إلى سنة إقامة البطولة.

### الأغنية الرسمية
واكا واكا (هذا الوقت لإفريقيا) (بالإنجليزية: Waka Waka This time for africa) (بالإسبانية: Waka Waka Esto es África) هي أغنية بوب من كلمات وغناء المغنية الكولومبية شاكيرا وفرقة فريشلي غراوند من جنوب إفريقيا. وهي الأغنية الرسمية لبطولة كأس العالم لكرة القدم 2010. أصدرت في 7 مايو 2010 على شبكة الإنترنت وشبكات التداول والتحميل مثل آيتونز، ولقيت الأغنية نجاحًا باهرًا حول العالم وكان لها استقبال كبير ونقد إيجابي وأصبحت أغنية عالمية.
انتجت الأغنية ضمن ألبوم استمع! الألبوم الرسمي لبطولة كأس العالم لكرة القدم 2010 والذي أصدر في 31 مايو 2010. وأصدرت نسخة أخرى من الأغنية ضمن ألبومها الغنائي السابع Sale El Sol (شروق الشمس). وقد قامت كل من شاكيرا وفرقة فريشلي غراوند بأداء أغنية واكا واكا في حفل افتتاح كأس العالم في مدينة سويتو في 10 يونيو 2010، والختام في 11 يوليو 2010.

الكرة الرسمية للبطولة

### كرة المباريات
أديداس جابولاني (بالإنجليزية: Adidas Jabulani) (بالعربية: لنتحفل) هي إصدارة من كرات القدم من إنتاج شركة أديداس للأقمشة الرياضية في ألمانيا. صُمِّمت كرة جابولاني في جامعة لوبورو في المملكة المتحدة، وقد أعلن عنها رسميًا في كيب تاون.
استخدمت هذه الكرة لأول مرة في كأس العالم للأندية في دولة الإمارات العربية المتحدة بشهر ديسمبر سنة 2009م، وذلك لكي تتاح الفرصة ليجرّبها اللاعبون في مباريات حقيقة. وذلك قبل أن تختار الكرة الرسمية لكأس العالم عام 2010. انتقد الكثير من لاعبي كأس العالم كرة جابولاني، وخصوصًا حراس المرمى، إذ اشتكوا من صعوبة توقُّع مسار حركتها للتمكُّن من صدها، منهم حارس مرمى المنتخب الإسباني كاسياس. وكان من الأسباب أنه ليس من السهل الإمساك بالكرة، فأحيانًا يتمكن الحارس من الإمساك بها إلا أنَّها تفلت من بين يديه إلى المرمى، وقد تسدد باتجاهاتٍ غريبة يصعب على الحراس توقعها مسبقًا.

### الفوفوزيلا

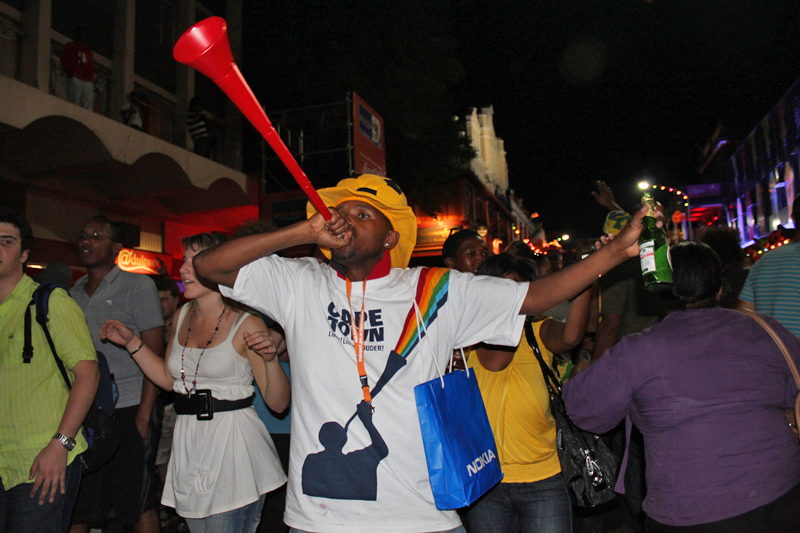
رجل ينفخ الفوفوزيلا

فوفوزيلا (Vuvuzela كما تلفظ حسب لغة زولو) وهي آلة نفخ تستخدم عادة في ملاعب كرة القدم في جنوب إفريقيا. تسمى أيضاً ليباتاتا Lepatata حسب لغة سيتسوانا. هناك اختلاف على أصل التسمية إلا أن الغالبية تقول إن الاسم جاء من الصوت المصدر من الآلة وهو «فو فو» فتكون الفوفوزيلا هي صانعة الفوفو.
الفوفوزيلا آلة نفخ تشبه البوق في مظهرها العام، ويبلغ طولها حوالي المتر، وتصنع إما من الصفائح المعدنية أو من اللدائن. تصدر الفوفوزيلا عند النفخ بها صوتًا يشبه صوت الفيلة. وقد تصل شدة الصوت الصادر عنها إلى 120 ديسيبل.
بدأ استعمال الفوزافيلا كأداة لدعوة الناس إلى الاجتماعات وقُدمت على أنها آلة ترمز لجنوب إفريقيا في عام 2004 عندما قُبِل طلب جنوب إفريقيا لضيافة كأس العالم. أثارت الفوفوزيلا الكثير من الانتقادات إبان كأس القارات 2009 ونهائيات كأس العالم 2010 بسبب صوتها المزعج وشكوى العديد من اللاعبين لعدم قدرتهم على التركيز فضلا عن عدم تمكنهم من سماع التعليمات أو الكلام فيما بينهم وطالبوا بحجبها إلا أن رئيس الفيفا جوزيف بلاتر صرح بأنها جزء من الثقافة الإفريقية ويجب أن تُتقبّل.

## أحداث

### الأخطبوط بول

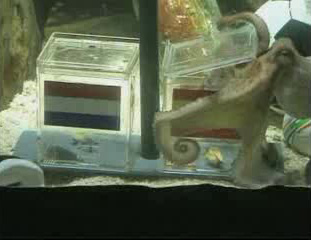
الأخطبوط بول

الأخطبوط بول (باللاتينية: Paul) (ولد في 26 يناير 2008، نفق في 26 أكتوبر 2010) هو أخطبوط لقى اهتمامًا إعلاميًا كبيرًا على المستوى العالمي نظرًا لتوقعه الصحيح للفائزين في مباريات كرة القدم، خصوصًا التي يكون منتخب ألمانيا لكرة القدم طرفًا فيها. ولد في إنجلترا، ثم نقل إلى أحواض الحياة البحرية بمدينة أوبرهاوزن الألمانية. نجح الأخطبوط بول أيضًا في توقع المنتخب الفائز في نهائي كأس العالم لكرة القدم 2010 وهو ما حدث بالفعل، عندما تغلب منتخب إسبانيا على منتخب هولندا بنتيجة 1-0، حيث مال الأخطبوط إلى الصندوق الذي يحمل علم منتخب إسبانيا.

### أخطاء تحكيمية

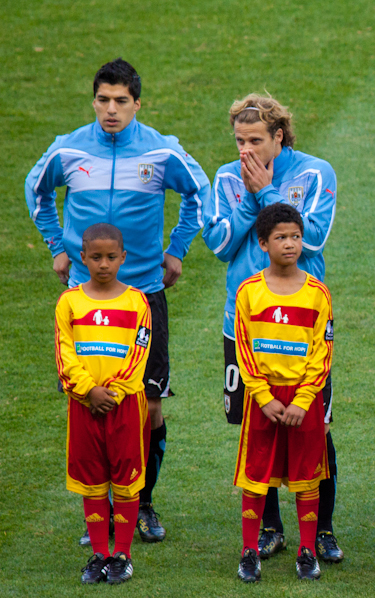
لويس سواريز (يسار الصورة).

في 27 يونيو أقيمت مباراتان في الدور الثمن النهائي. في المباراة الأولى لم يحتسب الحكم هدفا صحيحا للانجليزي فرانك لامبارد في مرمى ألمانيا وفي المباراة الثانية احتسب الحكم الهدف الأرجنتيني الأول في مرمى المكسيك على الرغم من وقوع اللاعب الأرجنتيني في مصيدة التسلل مما أدى إلى تجدد الجدل حول استخدام تكنولوجيا خط المرمى. سدد لاعب الوسط الإنجليزي لامبارد الكرة من خارج منطقة الجزاء حيث اصطدمت بالعارضة وسقطت في خلف الخط ثم قام الحارس الألماني مانويل نيوير بإبعادها. الحكم المساعد ماوريسيو إسبينوسا والحكم خورخي لاريوندا لم يحتسبا الهدف ولكن الإعادة التلفزيونية أثبتت أن الكرة تخطت بالفعل خط المرمى وكانت النتيجة وقتها تأخر الإنجليز 1-2 وانتهت بخسارتهم بنتيجة 1-4.
سجل كارلوس تيفيز هدفًا للأرجنتين في مرمى منتخب المكسيك من موقع تسلل عندما كانت النتيجة 0-0 وعلى الرغم من منع الاتحاد الدولي لكرة القدم إعادة اللقطات على الشاشات الكبيرة داخل الملعب إلا أن القيمين على الملعب أعادوا اللقطة والتي بينت أن تيفيز متقدم بمسافة ياردة أو أكثر بقليل عندما مرر ليونيل ميسي الكرة إليه. احتساب الهدف أثار احتجاج المكسيكيين ولكن الحكم الإيطالي روبيرتو روسيتي تمسك بقراره. في نهاية المباراة فازت الأرجنتين 3-1. بعد عدة أيام اعترف رئيس الاتحاد الدولي جوزيف بلاتر بأخطاء الحكام الواضحة في مباراتي إنجلترا أمام ألمانيا والأرجنتين أمام المكسيك وقدم اعتذاره إلى الاتحادين المكسيكي والإنجليزي.
في الدور الربع النهائي أبعد مهاجم الأوروغواي لويس سواريز الكرة بيده من على خط المرمى ليمنع هدفا لصالح غانا في الدقيقة الأخيرة من الشوط الإضافي الثاني  مما أجبر الحكم على إشهار البطاقة الحمراء في وجهه وطرده من الملعب ولكن مهاجم منتخب غانا أسامواه جيان أضاع ركلة الجزاء المحتسبة وفي النهاية فازت الأوروغواي 4-2 بركلات الجزاء الترجيحية. وبما أن منتخب غانا كان آخر منتخب إفريقي مشارك في البطولة فقد اعتبرت وسائل الإعلام الإفريقية سواريز عدو الشعب الإفريقي الأول  واتهمت المنتخب الأوروغواياني بالغش. سواريز بعدها لم يقدم اعتذاره عن الخطأ الذي قام به بل افتخر بما فعله واعتبره إنجاز لصالح منتخب بلاده. وانتقد الصربي ميلوفان راييفاتش مدرب غانا تصريح سواريز بينما دافع عنه مدرب الأوروغواي أوسكار تاباريز. على الرغم من أن في إمكانية الاتحاد الدولي زيادة عدد المباريات التي سيوقف بها اللاعب المطرود الذي كان تصرفه منافيًا للسلوك أو ضد اللعب النظيف إلا أنه لم يفعل واكتفى حسب القانون بإيقافه لمباراة واحدة مما أثار الجدل حيث قال مذيع هيئة الإذاعة البريطانية بول فليتشر إن جميع اللاعبين سيقومون بما فعله لتجنب الخسارة حتى لو كان على حساب اللعب النظيف والروح الرياضية.

## التحضيرات
قامت جنوب إفريقيا الدولة المضيفة ببناء خمسة ملاعب جديدة خصيصًا للبطولة، وأعيد تأهيل خمسة ملاعب أخرى. وكان من المتوقع أن تكون تكاليف البناء 8.4 مليار راند (ما يزيد قليلا عن 1 مليار دولار أمريكي أو 950 مليون يورو): كما طورت جنوب إفريقيا أيضا البنية التحتية في المواصلات العامة داخل المدن المضيفة، بما في ذلك مترو جوهانسبرغ وغيرها من أنظمة المترو، وشبكات الطرق الرئيسية. ففي مارس 2009، أكد داني جوردان رئيس اللجنة المنظمة لكأس العالم 2010، أن جميع الملاعب في ستكون مكتملة وجاهزة في غضون ستة أشهر.
أعلنت جنوب إفريقيا عن حزمة من التدابير الخاصة لضمان أمن وسلامة المشجعين، وفقًا لشروط الاتحاد الدولي لكرة القدم، بما في ذلك فرض قيود مؤقتة، لتنظيم وتقليل من عمليات التحليق في الأجواء المحيطة بالملاعب. في حفل أقيم بمناسبة 100 يوم قبل بداية الحدث، أشاد رئيس الفيفا جوزيف بلاتر باستعداد جنوب إفريقيا لهذا الحدث.
في 8 يوليو 2009، أضرب عن العمل ما يقارب 70000 عامل بناء من الذين يعملون على بناء الملاعب الجديدة. فالغالبية العظمى منهم يتلقون أجرًا شهريًا بلغ 2500 راند (حوالي 192 جنيه إسترليني، 224 يورو، 313 دولار أمريكي). لكن زعمت النقابات أن بعض العمال كانوا يتقاضون أجورًا أقل بكثير مما يستحقونه. وقال متحدث باسم الاتحاد الوطني لعمال المناجم لهيئة إذاعة جنوب إفريقيا أنه «إذا استمر العمل بدون أجر» فالإضراب سيستمر حتى تنزل العقوبات على الهيئة المنظمة. حُلّ الإضراب بسرعة، وعاد العمال إلى العمل في غضون أسبوع من بدء الإضرابات. وتم الانتهاء من جميع الملاعب ومشاريع البناء في الوقت المحدد.
| السنة | البلد                   | إجمالي التكلفة (مليون دولار أمريكي $) | إجمالي التكلفة (مليون دولار أمريكي $) (بعد التضخم) |
| ----- | ----------------------- | ------------------------------------- | -------------------------------------------------- |
| 1994  | الولايات المتحدة        | 30                                    | 47                                                 |
| 1998  | فرنسا                   | 340                                   | 487                                                |
| 2002  | كوريا الجنوبية/ اليابان | 5000                                  | 6,489                                              |
| 2006  | ألمانيا                 | 6000                                  | 6,948                                              |
| 2010  | جنوب إفريقيا            | 4000                                  | 4,282                                              |

## آثار الضيافة

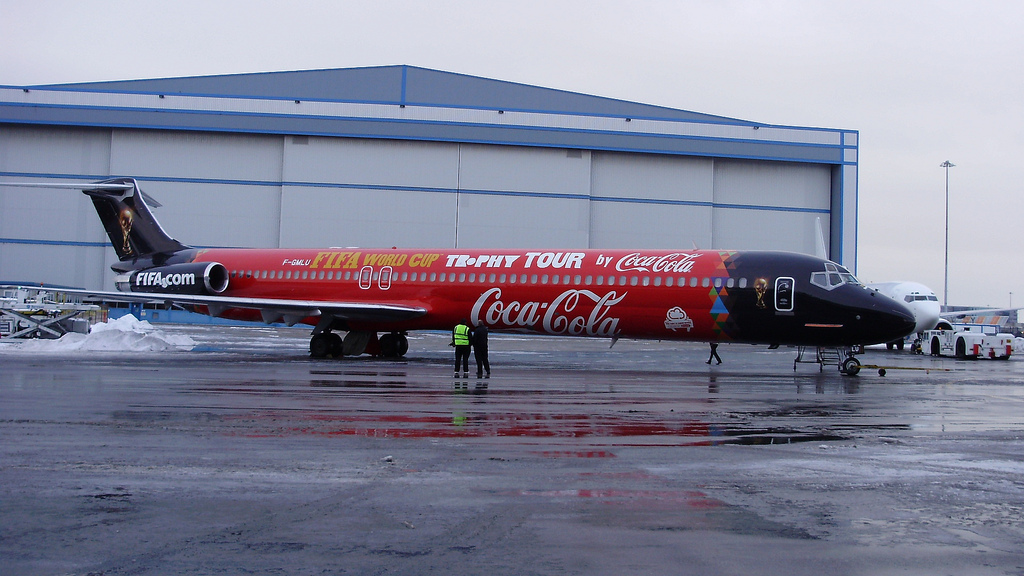
A FIFA World Cup Trophy Tour aeroplane, sponsored by كوكا كولا. (2010)

### الأمن
نفى رئيس اللجنة المنظمة داني جوردان أن يتكرر هجوم على بعثة منتخب مثلما حدث في يناير عندما هاجم متمردون حافلة بعثة منتخب توغو أثناء مشاركته في بطولة كأس الأمم الإفريقية لكرة القدم 2010 في أنغولا. تحدثت تقارير صحفية عن سرقات لسياح من الصين، البرتغال، إسبانيا، اليابان، كولومبيا، وكوريا الجنوبية. تعرض 3 لاعبين من المنتخب اليوناني لسرقة 1300 يورو في غرفهم.
في 18 يونيو وبعد نهاية مباراة إنجلترا والجزائر استطاع مشجع تجاوز الحاجز الأمني الذي شكله الاتحاد الدولي لكرة القدم والدخول إلى المنطقة الخضراء والدخول إلى غرفة تبديل ملابس المنتخب الإنجليزي حيث كان يهدف إلى لقاء الأمير ويليام والأمير هنري ولكنهما كانا قد غادرا للتو وبعدها طالب الاتحاد الإنجليزي الاتحاد الدولي بتعزيز الأمن حول بعثته.

### الإخلاء
مثلما هو الحال في كل نسخ كأس العالم لكرة القدم، دائمًا ما تصاحب البطولة بعض الأحداث المهمة. ففي هذه النسخة، قامت جنوب إفريقيا بعملية إخلاء للعديد من أحياء الفقراء بغية جعل المدينة أجمل، و لجذب السياح، ومن أجل إخفاء شكل الفوضى والتخلص من سكان الأكواخ. ففي 14 مايو 2009، قامت حركة مناهضة لتلك الأحداث أطلق عليها (لغة زولو:Abahlali baseMjondolo) اتخذت الحركة من مدينة ديربان مركزًا لها. قامت الحركة برفع قضية للمحكمة تشتكي فيها إخلاء المواطنين عن مساكنهم، وتسكينهم في مخيمات مؤقتة خلال فترة كأس العالم 2010. وقد كسبت الحركة شعبية محلية كبيرة، وكسبت أيضًا دعاية إعلامية محلية ودولية، ونددت بتلك الأفعال. بل وهددت ببناء أكواخ خارج ملعب كيب تاون للفت الانتباه إلى أوضاعهم.

## الإعلام

### حقوق البث
بيعت حقوق البث لكأس العالم لكرة القدم 2010 للقنوات الناقلة في كل منطقة على حدة إما مباشرة من قبل الاتحاد الدولي لكرة القدم، أو من خلال شركات أو منظمات مثل منظمات مرخصة مثل اتحاد البث الأوروبي، منظمة أمريكا اللاتينية للتلفزة، وغيرها. توقع الاتحاد الدولي لكرة القدم أن تكون بطولة كأس العالم 2010 الأكثر مشاهدة في تاريخ نهائيات كأس العالم لكرة القدم، بعدما تواجد المئات من المذيعين، المراسلين من 70 بلد، لنقل أحداث البطولة إلى 2.6 مليار شخص، بمتوسط ما يقارب من 400 مليون مشاهد في المباراة الواحدة. وقدر الفيفا أن نحو 700 مليون مشاهد قد تابعوا المباراة النهائية لكأس العالم.

### لعبة الفيديو
كأس العالم لكرة القدم 2010 (بالإنجليزية: 2010 FIFA World Cup؛) هي اللعبة الفيديو الرسمية الخاصة بمسابقة كأس العالم لكرة القدم 2010، وهي جزء من سلسلة ألعاب فيديو كأس العالم لكرة القدم، أطلقت في 8 أبريل2010 على أنظمة بلاي ستيشن 3 و‌إكس بوكس 360، بينما أطلقت في 8 أبريل2010 على أنظمة الكمبيوتر. اللعبة مطورة من قبل شركة EA Canada وهي من نشر EA Sports.

### الفيلم
استُخْدِمتْ تقنية سوني لتصوير أحداث البطولة البطولة،. حيث صُوِّرت 25 مباراة باستخدام كاميرات ثلاثية الأبعاد. فتم الحصول على العديد من اللقطات من خلال كاميرا سوني متعددة صور. وأنتجت لعبة كرة قدم ثلاثية الأبعاد من أجل الفيفا.

### مهرجان الفيفا للمشجعين
مهرجان الفيفا للمشجعين هو حدث نظمه الاتحاد الدولي لكرة القدم يسمح للناس بمشاهدة مباريات بطولة كأس العالم في جو رياضي بدلا من مشاهدة المباريات في المنزل. أعلن الفيفا أنه ستُعقد عدة مهرجانات ضمن مهرجان الفيفا للمشجعين في كل مدينة من المدن العشرة المضيفة لفعاليات كأس العالم في جنوب إفريقيا، بالإضافة إلى عدة مدن عالمية مثل سيدني وريو دي جانيرو وباريس وبرلين وروما ومكسيكو سيتي. وكان أشهر تلك المهرجانات هو مهرجان ديربان.

## وصلات خارجية
- موقع FIFA.com. نسخة محفوظة 25 سبتمبر 2011 على موقع واي باك مشين.
- الموقع الرسمي للبلد المضيف 2010.